# Armee der Emigranten

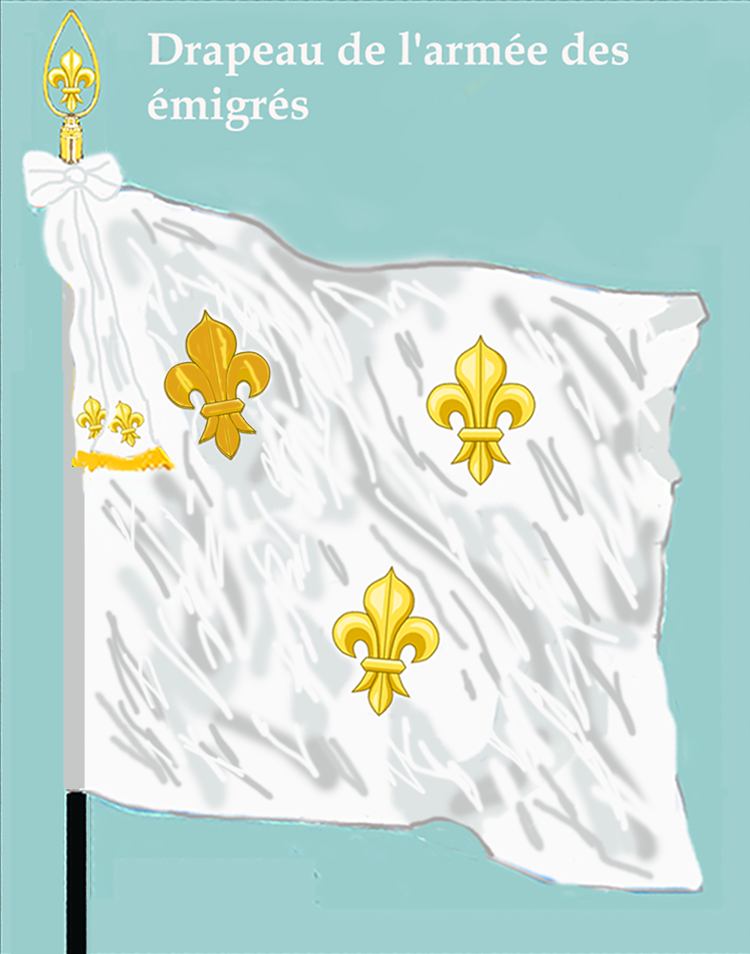
Flagge der Emigrantenarmee (Variante)

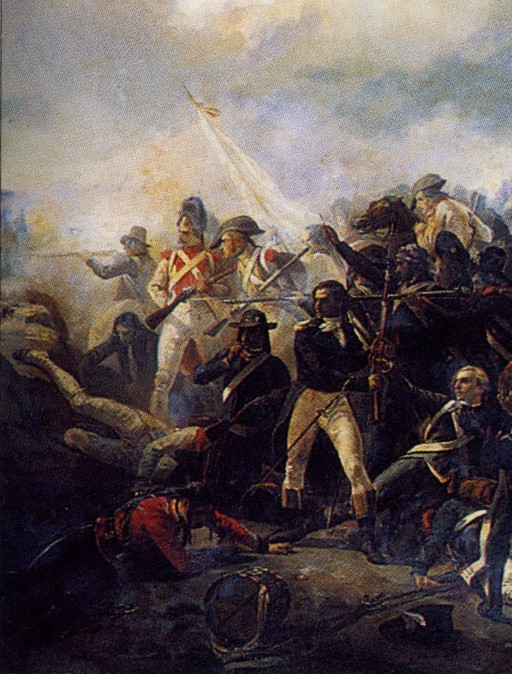
Die Emigrantenarmee in der Schlacht um Quiberon

Die Armee der Emigranten (französisch Armée des émigrés) war eine Armee, die von den konterrevolutionären französischen Adeligen aufgestellt und größtenteils mit Geld aus dem Königreich Großbritannien unterhalten wurde. Diese Gelder waren jedoch nicht so reichlich vorhanden, als dass der Comte d’Artois seine Schweizergarde nicht irgendwann hätte entlassen müssen.
Zwischen 1789 und 1815 emigrierten aus Anlass der Französischen Revolution und wegen der dadurch verübten und befürchteten Repressalien, Grausamkeiten und Morde etwa 140.000 Menschen aus dem Land. Diese Emigranten, als Anhänger der Monarchie, fürchteten den Zusammenbruch. Viele von ihnen waren von Adel, reiche Bürger oder Prälaten. Einige von ihnen emigrierten, um die Revolution von außen zu bekämpfen. Dazu bedienten sie sich der Armee der Emigranten.
Diese Armee sollte am Anfang der Revolution in der Vorhut der Koalitionsarmeen marschieren, um die königliche Familie zu befreien und die Monarchie wiederherzustellen. Durch den Fehlschlag der Operation, nach dem Rückzug und in den folgenden Jahren, war das Ziel der Prinzen jetzt, eine französische Armee im Dienst und im Kampf gegen die Revolutionäre und später gegen die Truppen von Napoleon Bonaparte zu halten. Ihr Bestreben war es, am Tag des Sieges ihrer Verbündeten in der Lage zu sein, am Tisch der Friedensverhandlungen zu sitzen, auch um zu vermeiden, dass in Frankreich so wie in Polen eine neue Dynastie gegründet würde und vielleicht Fremde auf dem französischen Thron sitzen würden. Es war daher notwendig, dass eine Armee von Emigranten nicht nur existierte, sondern auch aktiv ihre Rolle im Kampf gegen die revolutionären Armeen spielte, so dass ausländischen Monarchen gegenüber der Anspruch auf die bourbonische Restauration in Paris gefestigt würde.
Nach dem Feldzug von 1792 löste sich das Heer der Prinzen zunächst auf, während die „Armée de Condé“ unter Louis VI. Henri Joseph de Bourbon, prince de Condé, im Dienste Österreichs, dann Englands und Russlands bis 1801 weiterkämpfte. Die Emigranten konnten ihre Pläne nicht durchsetzen. Diejenigen, die die Republik bekämpften, waren entweder in den Kämpfen getötet und nicht ersetzt worden oder kehrten nach Frankreich zurück und dienten teilweise in der Napoleonischen Armee. Als Folge lösten sich die von den alliierten Mächten unterhaltenen Regimenter auf oder traten teilweise in fremde Armeen ein (was besonders für die Offiziere zutraf).

## Rekrutierung

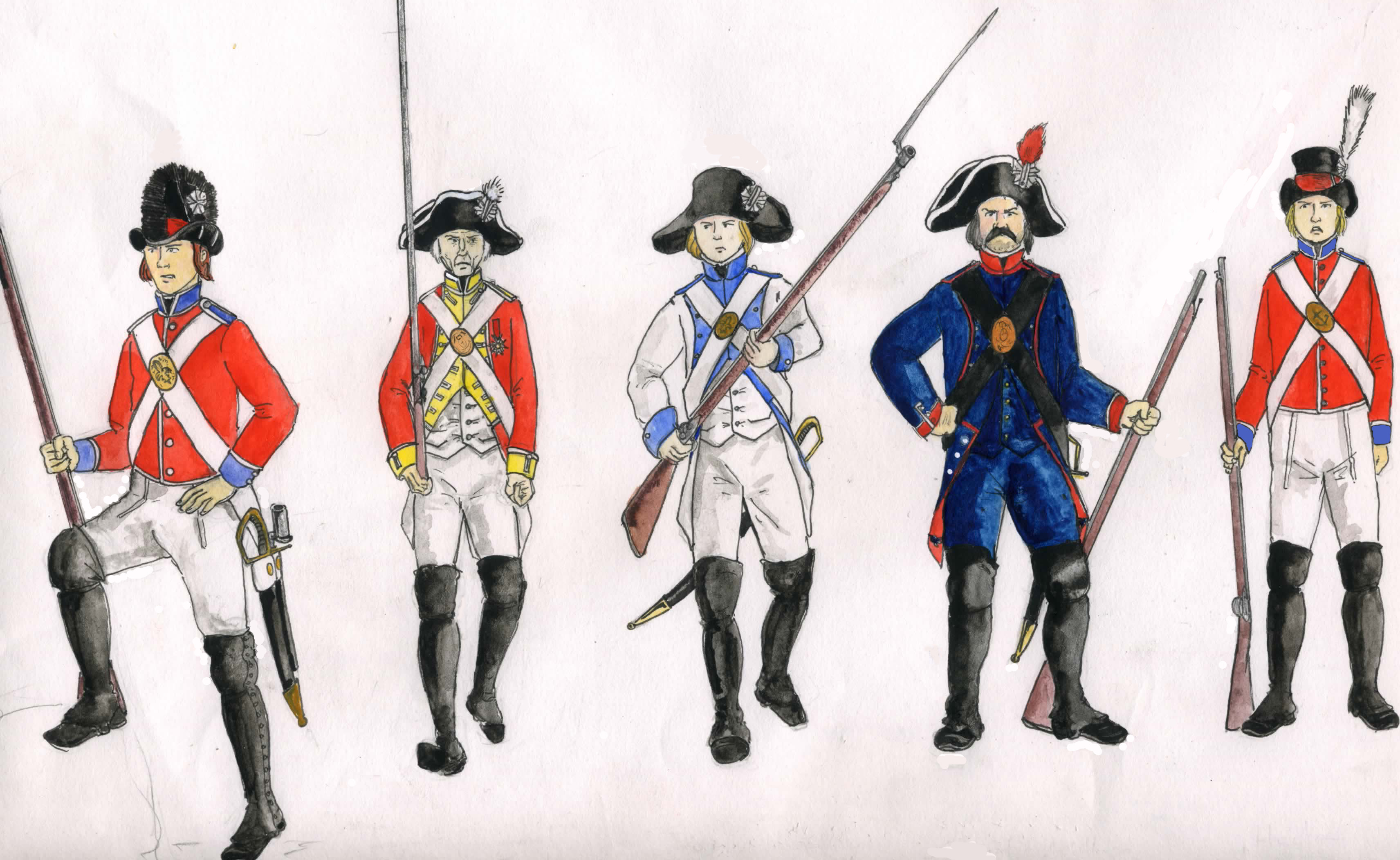
Soldaten der Emigrationsarmee im Gefecht bei Quiberon:
1) Régiment du Dresnay (dann de Léon)
2) Régiment Loyal-Émigrant
3) Régiment Royal-Louis (dann d’Hervilly)
4) Royal Artillerie
5) Régiment Hector (auch Marine Royale)

Diese Armee wurde von Emigranten gebildet, die zuerst in Turin und in den anderen Teilen Italiens, dann in Deutschland und Österreich, später in England und Russland Zuflucht suchten. Aber nicht alle Emigranten griffen gegen die Republik zu den Waffen. Einige von ihnen versuchten lediglich, der Guillotine zu entkommen und nach Möglichkeit ihr Leben im Ausland fortzuführen, indem sie zum Beispiel in den Vereinigten Staaten blieben. Andererseits kämpften einige der Konterrevolutionäre nicht in der Armee der Emigranten, sondern in Einheiten der verbündeten Monarchien.
Einige der Royalisten entschieden sich jedoch dafür, Frankreich nicht zu verlassen und in den Armée catholique et royale de Vendée zu kämpfen oder sich an royalistischen Aufständen oder gar an der Chouannerie zu beteiligen.
Die Verbände der französischen Royalisten, die sich der Revolution widersetzten, waren sehr zahlreich. Aber es handelte sich in Wirklichkeit oftmals nur um schwache Einheiten:
- die „Nobles volontaires“ (freiwillige Adelige), aus Frankreich emigrierte, zum Teil Angehörige der königlichen Armee
- die Truppen, die von diesen Adeligen durch Subventionen der europäischen Monarchien oder auch selbst aufgebracht wurden
- die Einheiten der französischen Streitkräfte, die es vorzogen, auf der Seite der Royalisten zu kämpfen, wie z. B. das 4e régiment de hussards oder das Régiment Royal-Allemand cavalerie
- französische Seeleute, die wegen der britischen Übermacht auf den Meeren zur Untätigkeit verdammt waren
- die Überlebenden der Belagerung von Toulon (1793)

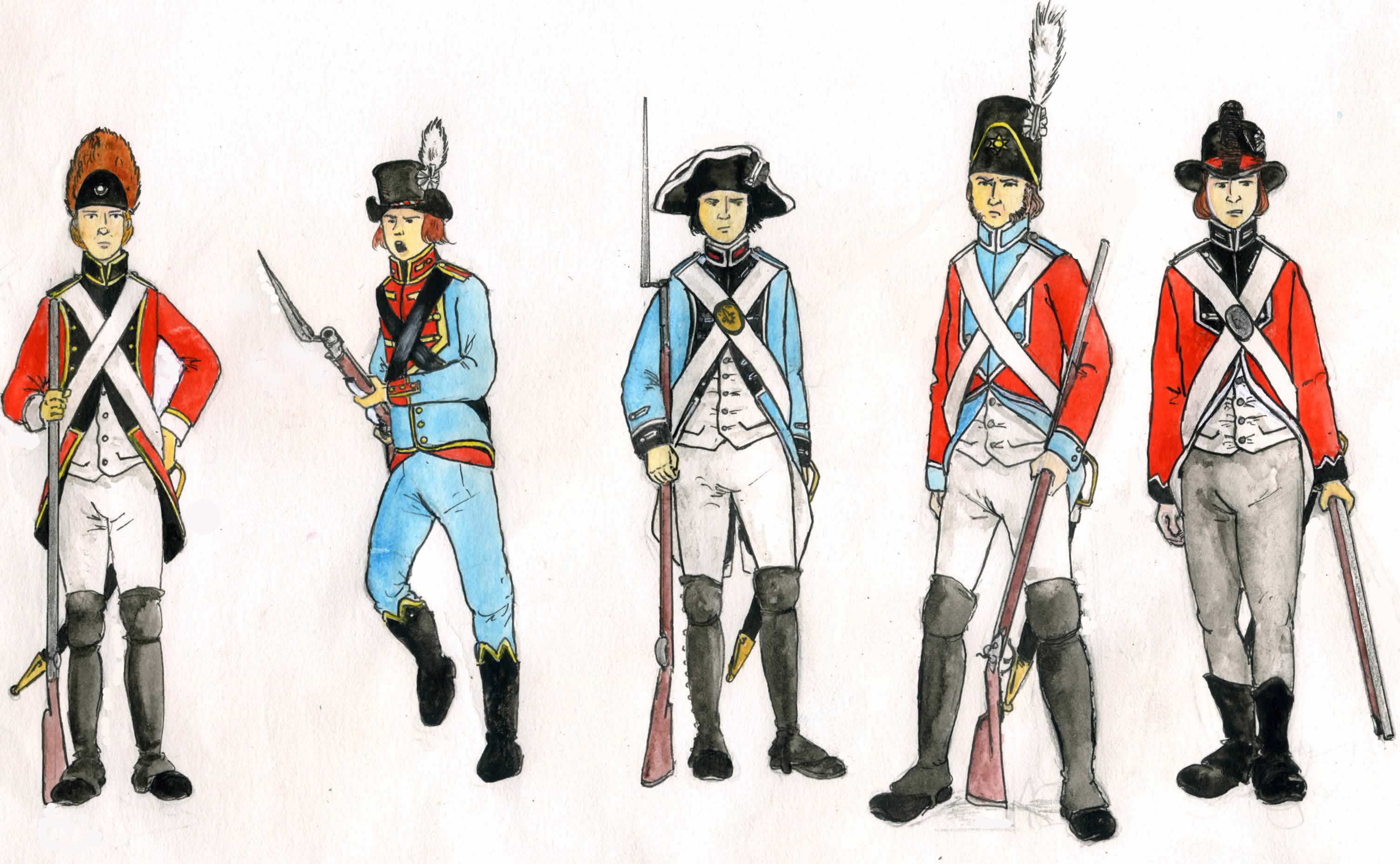
Soldaten der Emigrationsarmee im Gefecht bei Quiberon :
1) Légion du Périgord
2) Légion de Béon
3) Légion de Damas
4) Régiment de Rohan
5) unbekannt

Nicht unerheblich war auch, dass die Emigrationssoldaten zum Teil oft nur Gefangene der republikanischen Armeen oder Insassen der Gefängnisse von Southampton waren. Gegen Bezahlung (oder auch ohne eine solche) – oder um einer Verurteilung zu entgehen – verpflichteten sie sich, nach Frankreich zurückzukehren und für die Royalisten zu kämpfen. Allerdings sind dann etwa 400 dieser „Soldats carmagnoles“ genannten Soldaten desertiert und zu Hoche übergelaufen.
Emigranten, Adlige oder Bürgerliche wurden durch die Revolution ihrer Bürgerrechte und ihrer Ländereien beraubt, die Ländereien als nationales Eigentum verkauft. Dekrete sahen ihre Todesstrafe vor, sollten sie nach Frankreich zurückkehren, ihre Familien wurden oft verfolgt. Die Prinzen mit ihrem Anhang waren im eigentlichen Sinne Partisanen, kämpften aber nicht für den gefangenen Louis XVI, weil sie dessen Schicksal vorhersahen und als unabänderlich hinnahmen. Eine Minderheit stützte sich auf den Comte de Provence, der beim Tod seines Bruders Regent sein würde, die Mehrheit setzte ihre Hoffnungen jedoch auf den Dauphin, den als Louis XVII dann rechtmäßigen neuen König. 1802 erließ Napoleon Bonaparte als Erster Konsul eine Generalamnestie, von der nur einige Generäle der Emigrantenarmee ausgeschlossen waren.

## Truppen

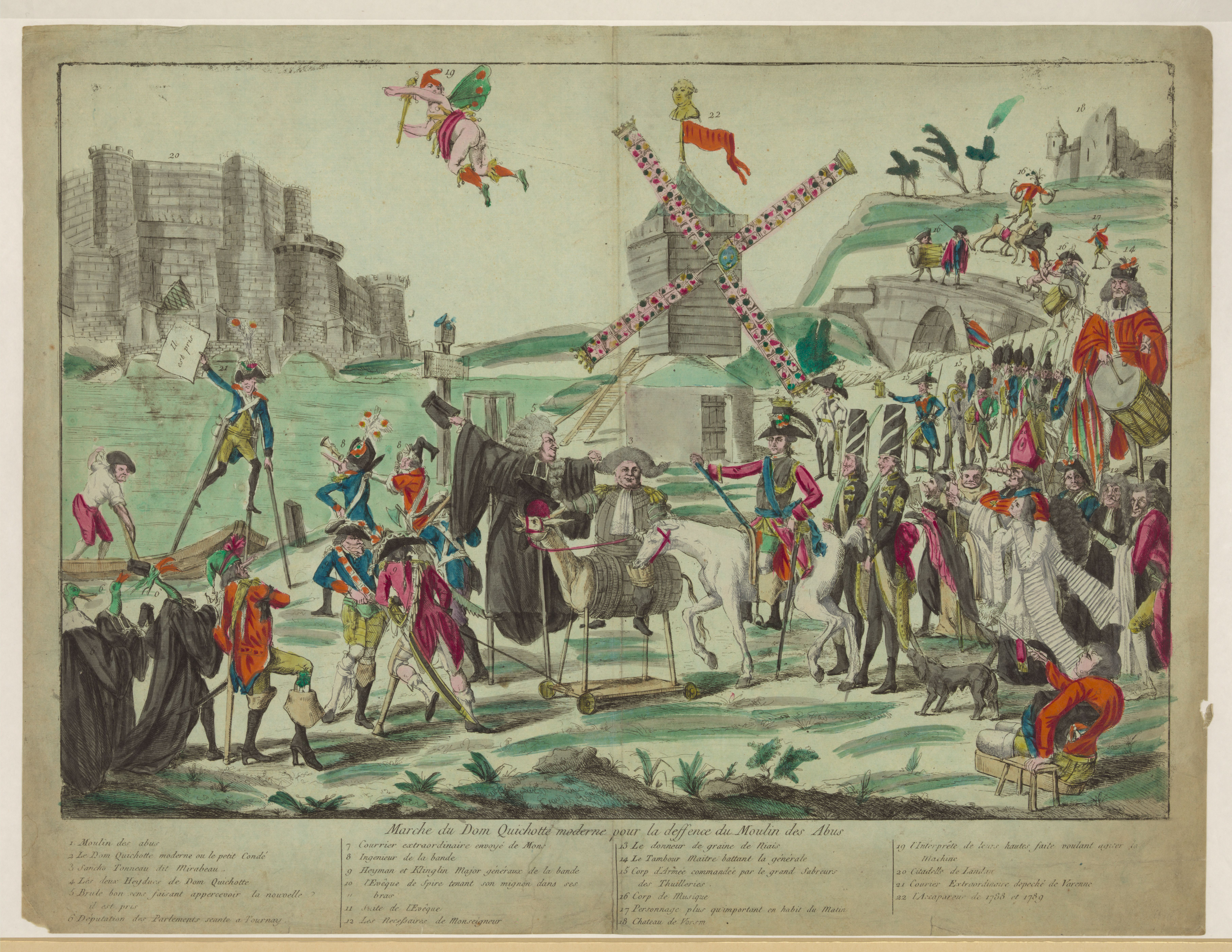
Marsch des modernen Don Quichotte zur Verteidigung der Mühle des übermäßigen Genusses.
Anonyme Karikatur von 1791. Verhöhnung des Prince de Condé als Don Quichotte zusammen mit dem Vicomte de Mirabeau (Mirabeau Tonneau) und Sancho Panza, welche eine konterrevolutionäre Armee zur Verteidigung der Mühle des übermäßigen Genusses, die von einer Büste von Louis XVI. gekrönt ist, anführen.

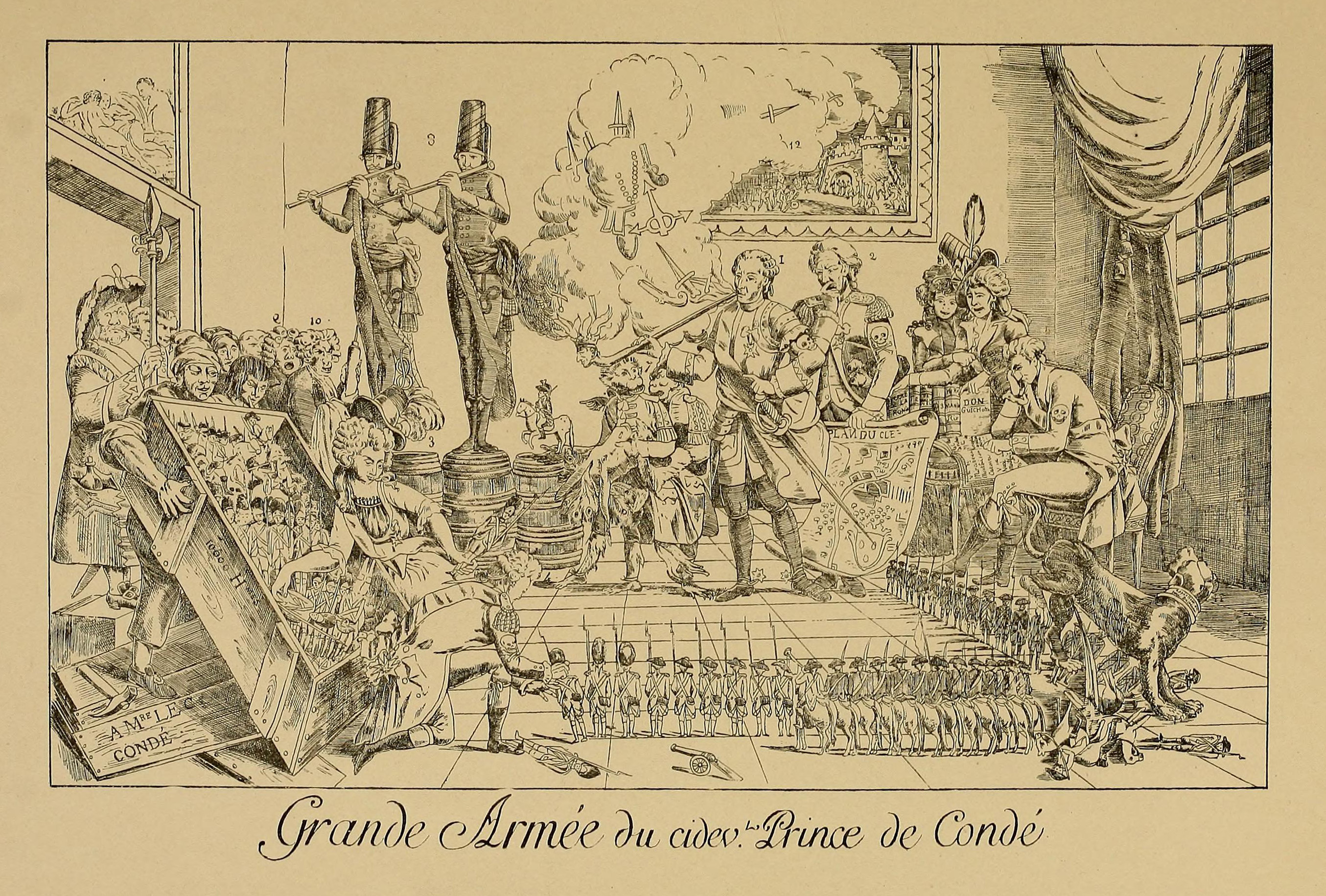
Republikanische Karikatur Die Grande Armée des Prince de Condé. Links, Louise-Adélaïde de Bourbon-Condé entnimmt die Soldaten der Armee aus einem Karton und übergibt sie an Louis-Antoine de Bourbon-Condé.

### Armée de Condé (1791–1801)
Die Condé, eine Familie im Dienste des Königs

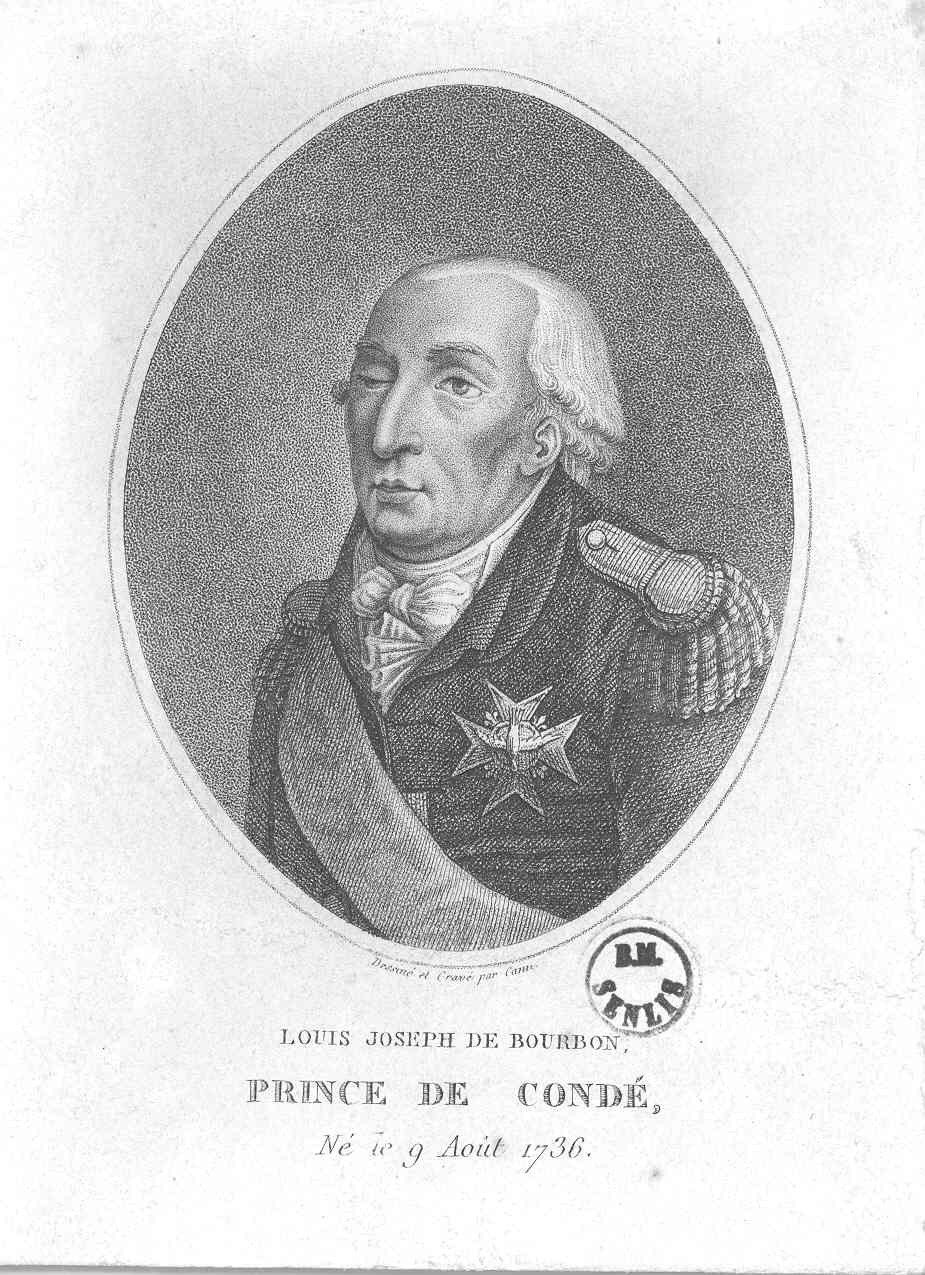
der Vater Louis V. Joseph de Bourbon, prince de Condé
Der Sohn Louis VI. Henri Joseph de Bourbon, prince de Condé 1790
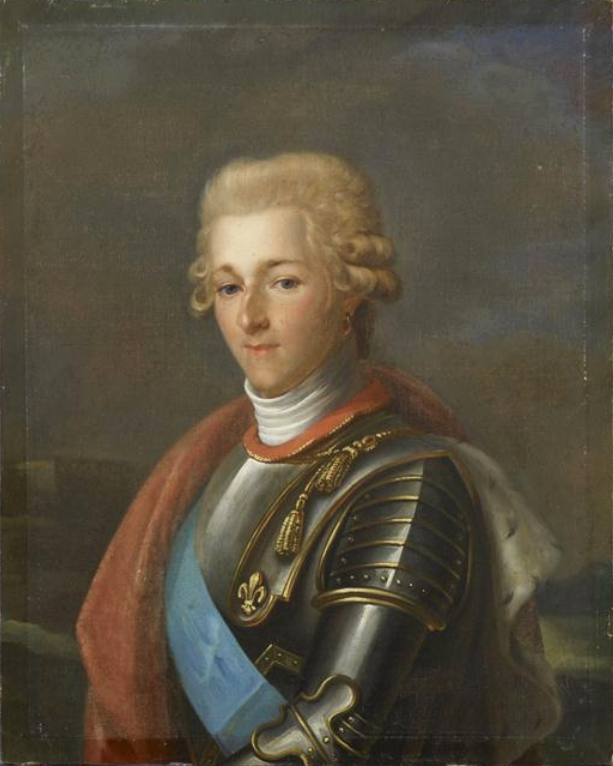
Der Enkel, Louis Antoine Henri de Bourbon-Condé, duc d’Enghien, 1792

Die „Armée de Condé“, kommandiert von Louis V. Joseph de Bourbon, prince de Condé, als Cousin des Königs, war eine der Truppen der Armee der Emigranten, die zur Bekämpfung der Revolution aufgestellt worden waren.
Condé konnte seiner Verhaftung nach dem Sturm auf die Bastille entkommen, indem er zunächst in die Niederlande flüchtete. Von hier begab er sich nach Turin, dann nach Worms, während sich die Brüder des Königs mit ihrem Hauptquartier in Koblenz, der Residenzstadt des Kurfürstentums Trier, einrichteten. Sie stellten hier die „Armée de Condé“ auf, worüber Kurfürst Clemens-Wenzeslaus ob der massiven Bedrohung aus dem Nachbarland nicht sehr glücklich war. 27 Offiziere des Régiment de Beauvoisis stellten sich am 19. April 1791 dem Prinzen zur Verfügung.
Diese Armee beteiligte sich an den Kriegen der Französischen Revolution von 1792 bis 1801 zusammen mit den Armeen des HRR. So kämpfte sie in den Schlachten bei der gescheiterten Invasion Frankreichs.
Wie in der Armee der Prinzen gab es auch hier eine Reihe von Aristokraten wie seinen eigenen Sohn, Louis VI. Henri de Bourbon-Condé, seinen Enkel, Louis-Antoine de Bourbon-Condé, Armand Emmanuel du Plessis, duc de Richelieu, Pierre-Louis de Blacas d’Aulps, Claude Antoine Gabriel Choiseul, Louis Alexandre Andrault de Langeron, Joseph-François-Louis-Charles de Damas, François Dominique de Reynaud de Montlosier, Graf de Mauny, Louis de Bonald und viele aus dem niederen Adel wie François-René de Chateaubriand. Diese Truppe hatte fast mehr Offiziere als Soldaten. Elegante Offiziere wurden plötzlich zu Soldaten der Monarchie, aber es war eine Truppe, in der niemand ein Gewehr reinigen oder eine Übung abhalten wollte.

„Alle waren sie jedoch mutig und bereit, getötet zu werden.“

Philippe-Jacques de Bengy de Puyvallée, ehemaliger Abgeordneter des Adels der Vogtei von Bourges, aus dem revolutionären Gefängnis entkommen, bemerkte im November 1791:

„Es gibt kein Konzept eines großen Plans, weder in den Details noch in den Berichten, alles ist mit dem Schleier der totalen Ahnungslosigkeit bedeckt. Aber wir organisieren Legionen, Kompanien, und jeden Tag höre ich, dass wir spätestens im Januar an der Spitze von 80.000 Mann in Frankreich sein werden. Wenn ich dann sage, dass ich keinen Caporal sehe, wird mir gesagt, dass die Truppen nur nachts mit kleinen Abteilungen marschieren.“

Chateaubriand notierte über die Armee:

„Eine Ansammlung von alten Männern und Kindern, es summte und brummte im Dialekt der Normandie, der Bretagne, der Picardie, der Auvergne, der Gascogne, der Provence und des Languedoc.“

Die Truppe von Condé machte viele Märsche hin und her, was aber der militärischen Ausbildung kaum zugutekam.
Einige kümmerte das wenig. Louis-Antoine de Bourbon-Conde d’Enghien träumte wie sein Großvater davon, die Emigranten in ihre Heimat zurückzubringen, wo sie mehr Recht zu leben hätten als diese Menschen, die sie jeden Tag mehr in die Barbarei zurückwarfen.
Die „Armée de Condé“ kämpfte an der Seite der Österreicher, wobei von den angestrebten 80.000 Mann aber wohl nur 20.000 vorhanden waren. In dem Bestreben, die Bewegungen der Emigranten genau zu kontrollieren, hielten sie die Österreicher und Preußen 1792 in der Nachhut der Militäroperationen und unterstellten sie 1793 einem österreichischen General.
Nach dieser Quasi-Untätigkeit von 1792 wurde die „Armée de Condé“ von der allgemeinen Auflösung der französischen Emigrantentruppen nicht betroffen. Stationiert in Baden, in Villingen, verblieb die Armee den ganzen Winter in Erwartung weiterer Ereignisse. Die Ausbildung wurde in der Zwischenzeit fortgesetzt. Am 25. Januar 1793 wurde in der Stadtkirche ein Trauergottesdienst zum Gedenken an König Ludwig XVI. abgehalten, der vier Tage zuvor ermordet worden war.
Schließlich gelang es dem Emissär des Prinzen, dem Grafen d’Ecquevilly, den Kaiser zu überreden, die Truppe bis März im Dienst zu behalten. Condé wurde Feldmarschall, sein Sohn, Louis VI. Henri de Bourbon, prince de Condé, Generalmajor. Die höheren Grade der Mehrheit der Herren wurden nicht bestätigt. Die Soldaten erhielten an Sold sieben Sous pro Tag. Condé brachte die Masse der Gehälter (einschließlich seines eigenen) zusammen und verteilte sie an alle, unabhängig von ihrem Rang. Eine sehr demokratische Maßnahme für diese Armee von Aristokraten!
Die Truppe wurde dann dem österreichischen Feldmarschall Dagobert Sigmund von Wurmser, einem gebürtigen Elsässer, unterstellt. Im April wurde sie nach österreichischem Muster reorganisiert. Es wurde vereinbart, dass die nunmehrige Division nicht größer als 6000 Mann sein sollte, wobei sie zu diesem Zeitpunkt 6400 Mann stark war. Hier begann Condé (und das nicht zum ersten Mal), sich selbst für überflüssig zu halten.

### Organisation der Armée de Condé zu Beginn des Jahres 1792

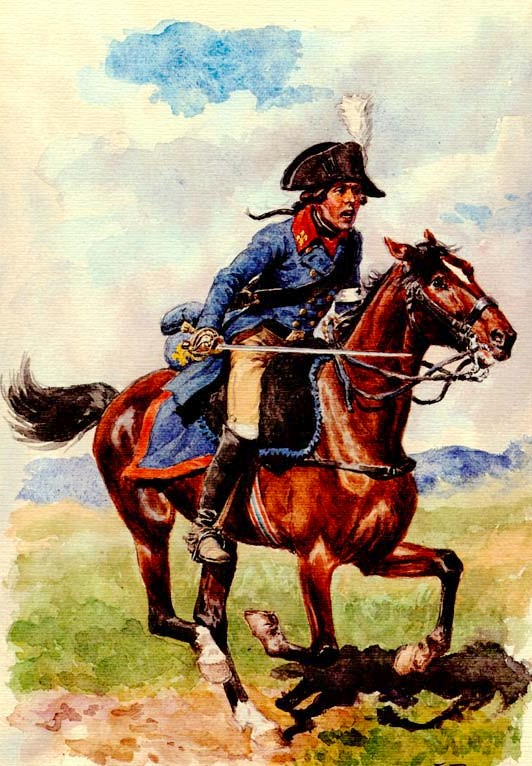
Uniform der adeligen Kavallerie. (Régiment de cavalerie noble)

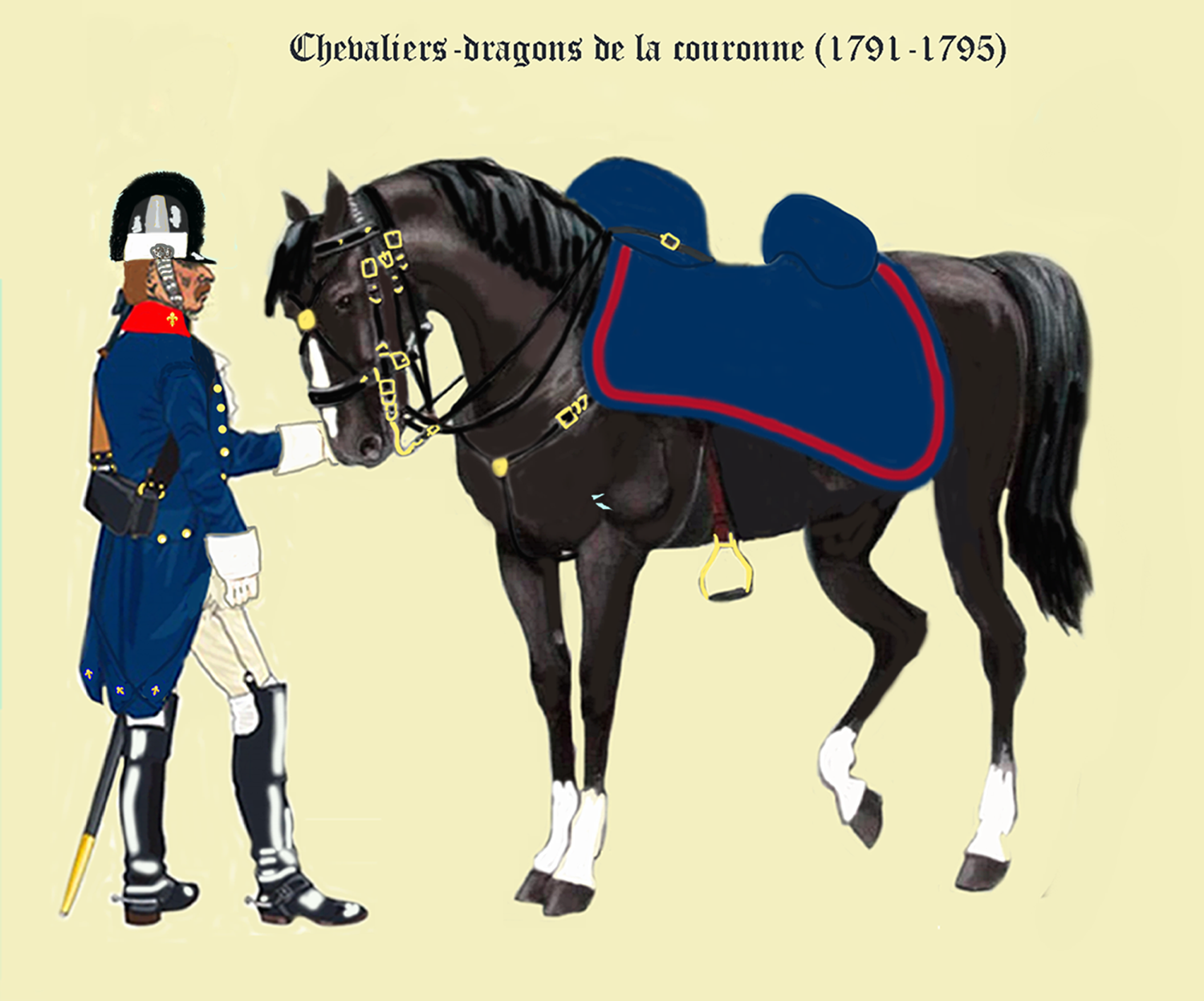
Chevaliers de la couronne

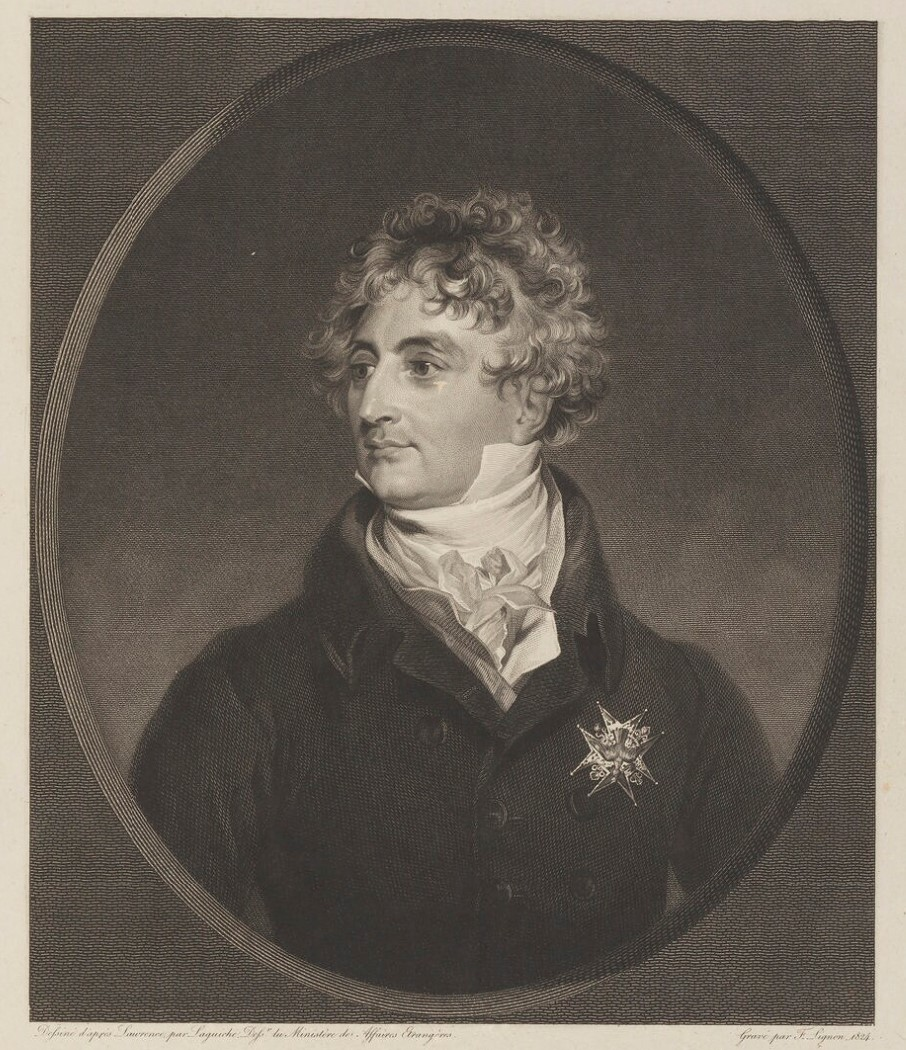
Der Duc de Richelieu wurde als Kommandant der Chevaliers de la couronne nach seiner Demission durch den Duc Marie-François d’Harcourt, Neffe von François-Henri d’Harcourt, ersetzt

Anfang 1792, als der Krieg gerade begonnen hatte, betrug die Stärke der „Armée de Condé“ etwa 4900 Mann.
- Infanterie:

das „Régiment noble à pied de Condé“ (auch „Infanterie noble“ genannt) zu etwa 1350 Mann
die „Légion noire de Mirabeau“ zu etwa 1200 Mann
das Regiment Hohenlohe zu etwa 600 Mann
das „Régiment de Rohan“ zu etwa 400 Mann
die „Compagnie de quartier général“ (Stabskompanie) zu etwa 100 Mann
- Kavallerie:

das „Régiment de cavalerie noble“ (Adeliges Kavallerieregiment) zu etwa 560 Mann
die Chevaliers de la couronne (Ritter der Krone) zu etwa 300 Mann
die „Escadron de Dauphin“ zu etwa 100 Mann
die „Hussards de Salm-Kirburg“ zu etwa 200 Mann
die „Cavaliers de la Prévôté“ zu etwa 50 Mann

### Zusammensetzung der Armée de Condé im Jahre 1795

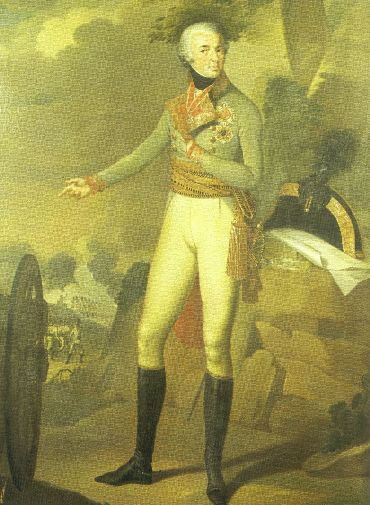
Louis Aloys von Hohenlohe-Waldenbourg-Bartenstein

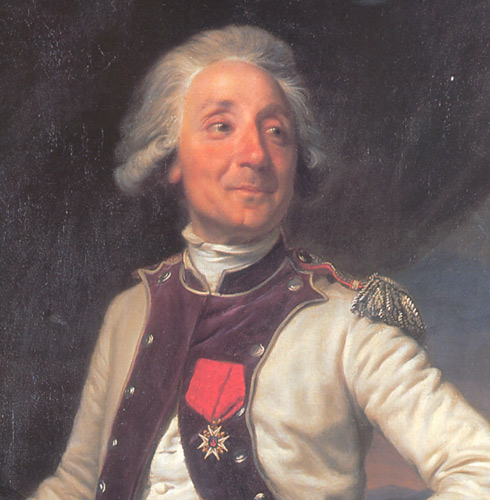
Jean-Baptiste Symon de Solémy mit den Insignien eines Chevalier des Ordre royal et militaire de Saint-Louis

- Infanterie:

„Régiment des Chasseurs nobles“
„Légion noire de Mirabeau“, dann „Légion de Damas“
„Régiment de Hohenlohe“
„Régiment de Roquefeuil“, nach 1793 „Régiment de Bardonnenche“
„Régiment Alexandre de Damas“
„Régiment de Montesson“
- Kavallerie:

„1er régiment noble“ (1. Adeliges Regiment)
„2e régiment noble“ (2. Adeliges Regiment)
„Régiment du Dauphin cavalerie“
„Hussards de la Légion de Damas“
„Hussards de Baschi de Cayla“
„Chasseurs de Noinville“
„Dragons de Fargues“
„Chasseurs d’Astorg“
„Dragons de Clermont-Tonnerre“
„Cuirassiers de Furange“
„Chevaliers de la couronne“
1796 kämpfte die Truppe in Schwaben. Als im folgenden Jahr der Frieden von Campo Formio geschlossen wurde, endeten offiziell die Feindseligkeiten mit Frankreich. Nach dem Ende des Ersten Koalitionskrieges trat die „Armée de Condé“ in den Dienst des russischen Zaren Paul I. über und wurde in Polen stationiert. 1799 kämpfte sie unter Alexander Wassiljewitsch Suworow im Rheinland. Nach dem Ende des Zweiten Koalitionskrieges wechselte die Armee in englische Dienste und kämpfte in Bayern. Im Jahre 1800 wurde Condé von der Führung seiner Truppe entbunden und ging mit seinem Sohn nach England ins Exil.

### Weitere Truppenteile
Wie der spätere Minister unter Louis XVIII., der Baron Jean-François-Henri de Flachslanden, in einem Brief vom Februar 1793 an den Duc François-Henri d’Harcourt schrieb:

„Die einzelnen Emigranten sind zwar sehr mutig, aber schlechte Infanteristen. Es wäre notwendig, dass dieses Korps von einer an Disziplin und Ermüdung gewöhnten Truppe unterstützt und geführt wird. In den Reihen stehen Kinder, Alte und die Herren aus den Kabinetten. Sie fallen nach einem Marsch um und überlasten dann die Hospitäler. Die Capitaines, die die Muskete tragen, sind sich ihres Wertes bewusst und verlangen, dass ihre Kameraden, die ihnen als ihre Anführer vorgesetzt sind, sie nicht als einfache Soldaten behandeln.“

Der Marquis Louis Ambroise du Dresnay, Colonel im Régiment du Dresnay, war der gleichen Meinung:

„Die Legionen, die sich aus Herren zusammensetzten, die auf den Sold und den Dienst des gewöhnlichen Soldaten herabgesetzt waren, wurden durch Krankheit dezimiert; wenn wir einige Individuen ausnehmen, die von guter Konstitution sind, sind alle diejenigen, die dem Tod entkommen sind, in einen Zustand der Erschöpfung und Gebrechlichkeit gefallen, von dem sie sich ihr ganzes Leben nicht erholen werden. Ein Korps von Soldaten aus diesen Leuten zu bilden, würde die Vernichtung der Reste des französischen Adels vervollständigen, von denen die Hälfte bereits umgekommen ist.“

Dazu kam dann noch das Problem der Carmagnoles, Kriegsgefangene oder Deserteure der Revolutionstruppen, die in die Armee der Emigranten eingegliedert wurden.
Condé gestand dem Cardinal Anne-Louis-Henri de La Fare:

„Diese Männer, die Wiens Gefängnisse und die Pontons von England füllten, in Christi Soldaten umwandeln zu wollen, war kein glücklicher Einfall.“

Ein weiteres Problem für die Militäreinheiten der Emigranten war das Geld. Der Regent und sein Bruder verteilten zwar Gefälligkeiten, entlohnten Missionen und verliehen Ehrungen des Hofes an die sie umgebenden Emigranten; diejenigen, die sich in kleinen Industrien engagierten, lebten relativ unbeschwert in der Mitte der Städte, während die kämpfenden Emigranten zusehends verarmten. Neben dem lächerlichen Sold stellten die Österreicher ihnen auch keine Artillerie oder Krankenhäuser zur Verfügung.

„Neben ihren bedauerlichen Lebensbedingungen können sich die Emigranten lediglich sicher sein, bei einer Gefangennahme erschossen zu werden, wobei sich die Freiwilligen von Paris auch manchmal das Vergnügen machten, den Adeligen die Kehle durchzuschneiden.“

Diese Grausamkeit der Mitglieder der Klubs der Jakobiner und der Beauftragten des Konvents bewirkte, dass die Linientruppen die gefangenen Royalisten manchmal freiließen. Als Louis Aloys de Hohenlohe-Waldenbourg-Bartenstein in Gefangenschaft geriet, wurde er von den republikanischen Offizieren mit ausgesuchter Höflichkeit behandelt. Als Gegenleistung für seine Freilassung verlangten sie lediglich die Förderung ihrer Freunde, die in seinem Regiment dienten. Etwas mehr selbstlos retteten Offiziere und Chirurgen unter Jean Victor Marie Moreau Dutzenden von Gefangenen das Leben. Bei der deutschen Landbevölkerung herzlich wenig willkommen, stellten die deutschen Bauern für die Soldaten der „Condé-Armee“ manchmal eine größere Gefahr dar als die Republikaner.

### Armee der Prinzen (1791–1792)

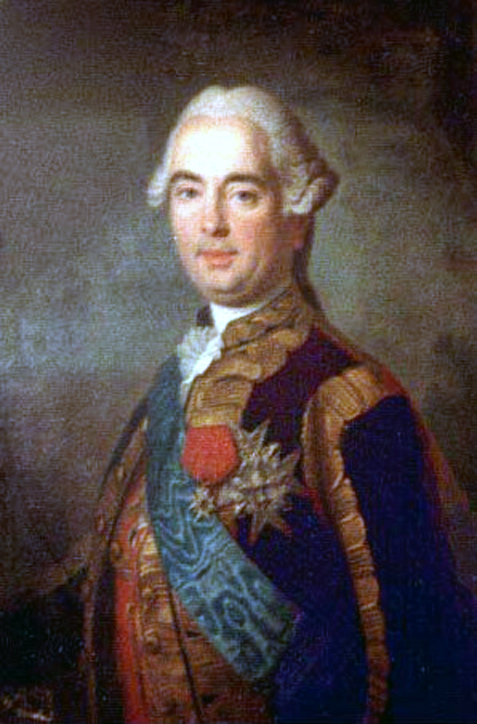
Victor-François de Broglie

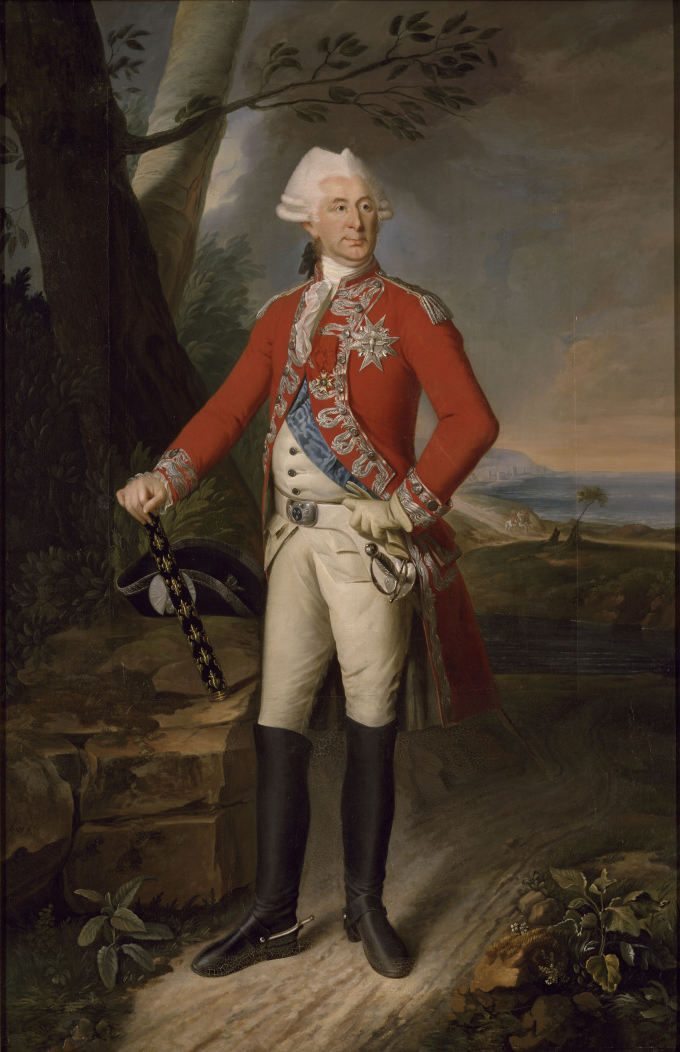
Charles Eugène Gabriel de La Croix de Castries

Im September 1791 wurde Louis XVI gezwungen, die Verfassung zu akzeptieren, und es gab nur wenige Anhänger einer Rückkehr zum Ancien Régime. Die Fürsten glaubten jedoch immer noch daran. Sie dachten, dass sie an der Spitze einer Armee auf den französischen Boden zurückkehren können, weil sie der Meinung waren, einen konterrevolutionären Aufstand in ganz Frankreich verursachen zu können. Charles-Alexandre de Calonne sah bereits die Truppe mit ihren aus ihren ehemaligen Regimentern davongejagten oder emigrierten Offizieren in Frankreich einmarschieren.

„Diese Männer, nach der neuesten Mode gekleidet, die man nur als Adjutanten gebrauchen konnte, warteten in Freuden auf den Augenblick des Sieges. Sie hatten schöne neue Uniformen; sie stolzierten herum in Strenge und Leichtigkeit. […] Diese brillanten Kavaliere bereiteten sich, im Gegensatz zum alten Rittertum, mit der Liebe zum Ruhm auf den Erfolg vor. Sie schauten verächtlich auf uns, zu Fuß, den Sack auf dem Rücken, kleine provinzielle Herren oder arme Offiziere, die zu Soldaten geworden waren […] Diese Emigration war mir verhasst; ich konnte es kaum erwarten, meine Kollegen zu sehen, Emigranten wie ich, zu sechshundert Livres pro Jahr.“

In Deutschland wurde in Trier 1792 die Armee der Prinzen gebildet, kommandiert von den Marschällen Victor-François de Broglie und Charles Eugène Gabriel de La Croix de Castries unter der Ägide der Brüder von Louis XVI, des Comte de Provence (später König Louis XVIII) und des Comte d’Artois (später König Charles X). Einige der Emigranten am Hofe des Kurfürsten in Koblenz waren förmlich neidisch über die Zahl von Adeligen und besonders von Offizieren, die der militärische Ruf von de Condé und der Rückhalt, den er in der Armee genoss, unter seine Fahne zogen. Die verarmten normannischen Rittergutsbesitzer, die im größten Elend lebten, waren Zeugen der Rivalitäten zwischen Trier und Koblenz, in Koblenz zwischen den beiden Brüdern, bei den beiden Brüdern zwischen den Favoriten, und sie sagten mit dem gesunden Menschenverstand ihres Landes: Man sollte jedoch erst einmal ein Bett haben, bevor man an der Decke zieht! Die französischen Prinzen dachten, dass sie in drei Armeekorps agieren würden, nämlich in der Armee von Louis V. Joseph von Bourbon-Condé, die dazu bestimmt war, durch das Elsass nach Frankreich einzudringen und Straßburg anzugreifen; in der der Prinzen, genannt die Zentrumsarmee, die den Truppen des Königs von Preußen folgen würde, um durch Lothringen nach Frankreich einzumarschieren, und die direkt nach Paris vorstoßen sollte, und in der von Louis VI. Henri de Bourbon Condé, Sohn des Prinzen de Condé, der in die Niederlande einmarschieren und Lille in Flandern angreifen sollte. Mit 10.000 Männern als Nachhut der Armee von Karl Wilhelm Ferdinand von Braunschweig-Wolfenbüttel kehrte sie nach Frankreich zurück. Während der Invasion der Preußen in der Champagne wurde die Armee der Prinzen von Charles Eugène Gabriel de La Croix de Castries und Victor-François de Broglie befehligt. Dieses Korps wurde am 24. November 1792, zwei Monate nach dem französischen Sieg in der Kanonade bei Valmy, entlassen. Die sogenannten Verbündeten der Emigranten betrachteten die Franzosen immer als Feinde und kümmerten sich vor allem um ihre nationalen Interessen. Das galt auch für die Bevölkerung des Reiches, die sich noch an die Verwüstungen der Vergangenheit, insbesondere in der Pfalz, erinnerte.
Charles de La Croix de Castries, Sohn des Maréchal de France Charles Eugène Gabriel de La Croix de Castries, diente bei der „Armée de Coblence“ (Koblenzarmee). Im Jahre 1794 stellte er hier sein eigenes ansehnliches Korps aus Emigranten auf, das seinen Namen trug, aber mit englischem Geld bezahlt wurde. Dieses Korps war jedoch an keinen Kampfhandlungen beteiligt und wurde nach einem Jahr bereits wieder aufgelöst, da die Engländer die Zahlungen einstellten.

### Königliche Garde

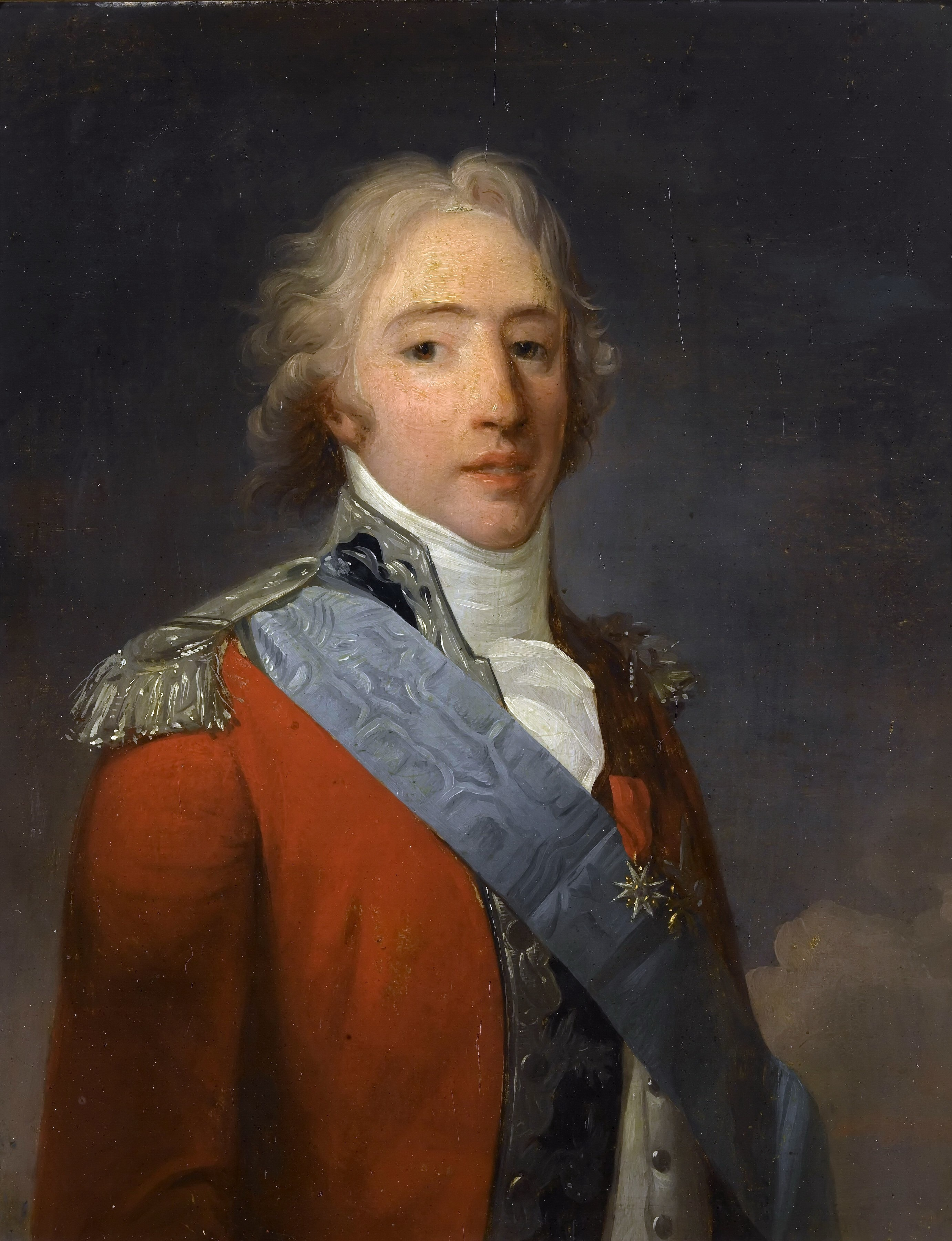
Der Comte d’Artois. In Koblenz können sie nichts tun, außer rufen: Monseigneur, stellen Sie sich an die Spitze des französischen Adels!

Vorrangig für die Prinzen war die Wiederaufstellung der königlichen Garde Maison militaire du roi de France, die vor 12 Jahren zum größten Teil entlassen wurde, um die Kosten dafür einzusparen. Die vier Einheiten der Garde, Mousquetaires de la garde, Chevau-léger de la garde du roi, Grenadiers à cheval und die Gendarmes de la garde, wurden schnell gebildet und dem Marquis d’Hallay, dem Comte de Montboissier, dem Vicomte de Virieu und dem Marquis d’Autichamp unterstellt. Dazu kamen dann noch die „Compagnie de Saint-Louis“ der Garde de la porte, unter dem Marquis de Vergennes, die Einheit der Chevaliers de la couronne unter dem Comte de Bussy, die Gardeformation von Monsieur unter dem Comte de Damas und dem Comte d’Avaray und zuletzt die Garde des Comte d’Artois unter dem Bailli de Crussol und dem Comte François d’Escars.
Alle Uniformen waren äußerst elegant geschnitten, wie für den Ball geschaffen, alle in kräftigen Farben mit Stickereien, die Knöpfe mit Wappen verziert. „Unsere Uniform war galant“, sagte ein Angehöriger, der in eine der Einheiten eingetreten war: „[…] der Rock mit orange Kragen und Manschetten, ebenso die Tressen am Tschako, der Dolman mit silbernen Schnüren verziert. Wir waren alle jung und hübsche Kerle, wir hörten nicht auf zu lachen, auch wenn die Welt unterging.“ Es gab dann noch die sogenannte „Institution de Saint-Louis“, aber dieses kleine Elitekorps hatte nur einen relativ kurzlebigen Bestand. Im Lager von Pfaffendorf wurde die „Compagnie de Luxembourg“ der Gardes du Corps aufgestellt.
Ein paar wenige Privilegierte – etwa hundert Mann – folgten dem Prinzen dann am 5. Oktober 1794 nach Jelgava, um der Armee von François Séverin Marceau zu entkommen.
- Die Einheiten:

Hussards de Bercheny
Hussards de Salm-Kirburg
Régiment de Saxe hussards
Hussards de Baschi de Cayla
Hussards de la Légion de Damas
Hussards de Choiseul
Rohan’s Hussars
Hompesch Hussars
Régiment de Rohan

## Krieg

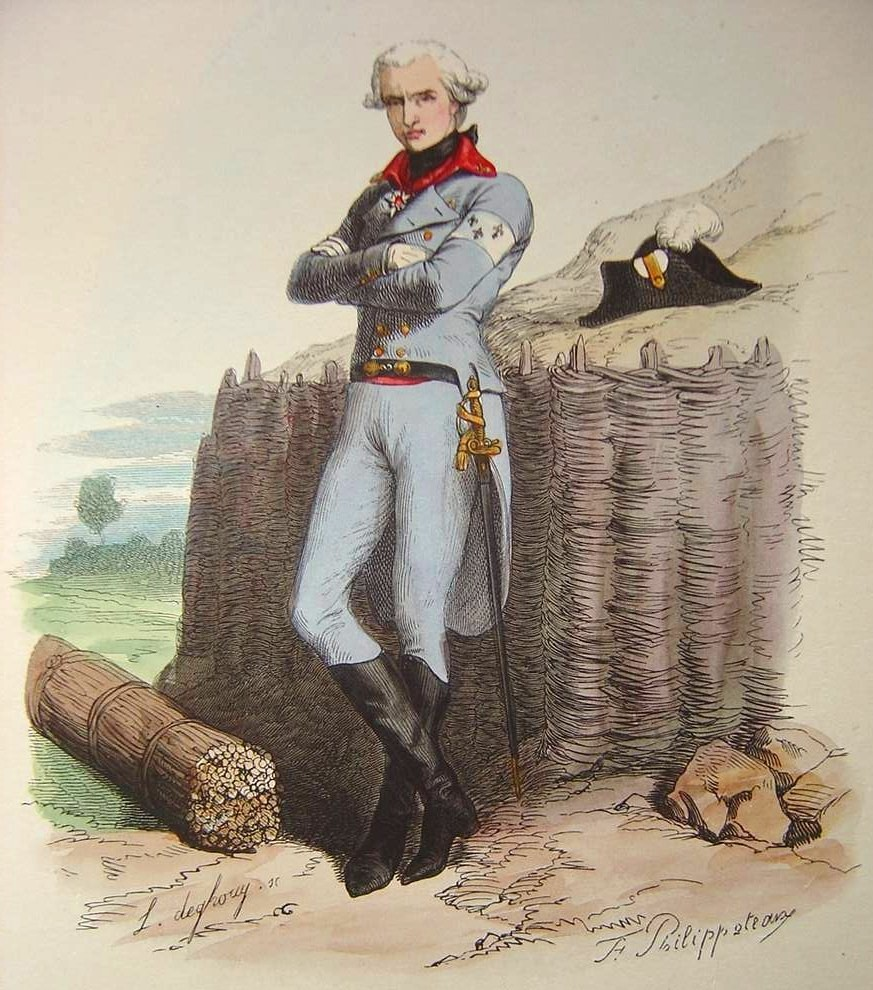
Das „Régiment noble à pied de Condé“

Am 19. August 1793 konnte sich die „Armée de Condé“ der Orte Jockgrim, Wörth am Rhein und Pfotz bemächtigen. Der Gegenangriff der republikanischen Kräfte in der Nacht konnte abgeschlagen werden, sie verloren dadurch auch noch die Orte Hagenbach und Büchelberg; ihre Verluste betrugen 3000 Mann und 18 Kanonen. Die „Armée de Condé“ wurde dann unter österreichisches Kommando gestellt.
Am 1. Dezember 1793 hatten die letzten Angriffe der Moselarmee Truppenverschiebungen am Rhein notwendig gemacht. An diesem 11. Frimaire griff der General Pichegru zur Prüfung der feindlichen Stärke vergeblich das Zentrum des von den Emigranten besetzten Dorfs Berstheim bei Haguenau an. Am nächsten Tag eröffnete die Artillerie das Gefecht erneut. Die angreifende Infanterie traf im Dorf auf die „Légion noire de Mirabeau“ und das „Régiment de Hohenlohe“, mit denen sie in heftige Scharmützel geriet. Als Verstärkung der Royalisten traf dann de Condé an der Spitze von vier Infanteriekolonnen am Schauplatz des Geschehens ein und trieb die Revolutionstruppen aus dem Dorf. Zur gleichen Zeit besiegte seine Kavallerie an seiner rechten Flanke die republikanische Kavallerie, eroberte sieben Kanonen und konnte etwa 200 Mann gefangen nehmen.

### Armee in den Niederlanden
- Einheiten:

Légion de Damas
Hussards de la Légion de Béon

### Österreichische Armee

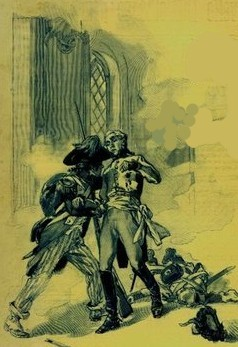
Auch Anordnungen hinderten viele Franzosen nicht daran, manchmal feindliche Gefangene zu bemitleiden: Ein Emigrant erhält Hilfe von einem Carmagnole

Nach dem Feldzug von 1792 gliederten die Österreicher drei Kavallerieregimenter der ehemals königlichen Armee ein: das Régiment Royal-Allemand cavalerie, das Régiment de Saxe hussards und das Régiment de hussards de Bercheny. Diese drei Einheiten bestanden sowieso fast nur aus Deutschen und passten dadurch perfekt in die eigene Armee.
Nach einigen anfänglichen Erfolgen in den Niederlanden wurde Charles-François Dumouriez am 18. März 1793 in der Schlacht bei Neerwinden geschlagen. Er verließ Belgien und stellte Forderungen an die Regierung. Der Konvent untersuchte die Angelegenheit und schickte ihm Unterhändler. Er lieferte sie an die Österreicher aus und wollte nach Paris marschieren. Am nächsten Tag sprach er deswegen mit seinen Truppen, die ihm nicht gehorchen wollten und ihn teilweise verließen. Allerdings entschieden sich fast eintausend Männer, ihm zu den Österreichern zu folgen: 458 Infanteristen des Régiment d’Auvergne, des Régiment de Poitou, des Régiment Royal des Vaisseaux, des Régiment de Vivarais, des Régiment Royal-Suédois, der „Chasseurs à pied des Cévennes“, der „Tirailleurs d’Egron“ sowie ein Bataillon von Freiwilligen; dann noch 414 Reiter aus dem „Régiment de hussards de Bercheny“, das Régiment Bourbon-Dragons, das 21e régiment de chasseurs à cheval die 3. Escadron des Régiment cuirassiers du Roi und eine Escadron „Dragons volontaires“.
- Einige der Einheiten

Régiment Royal-Allemand cavalerie
Régiment de hussards de Bercheny
Régiment de hussards de Saxe
Chasseurs de Bussy
Légion de Bourbon

### Spanische Armee

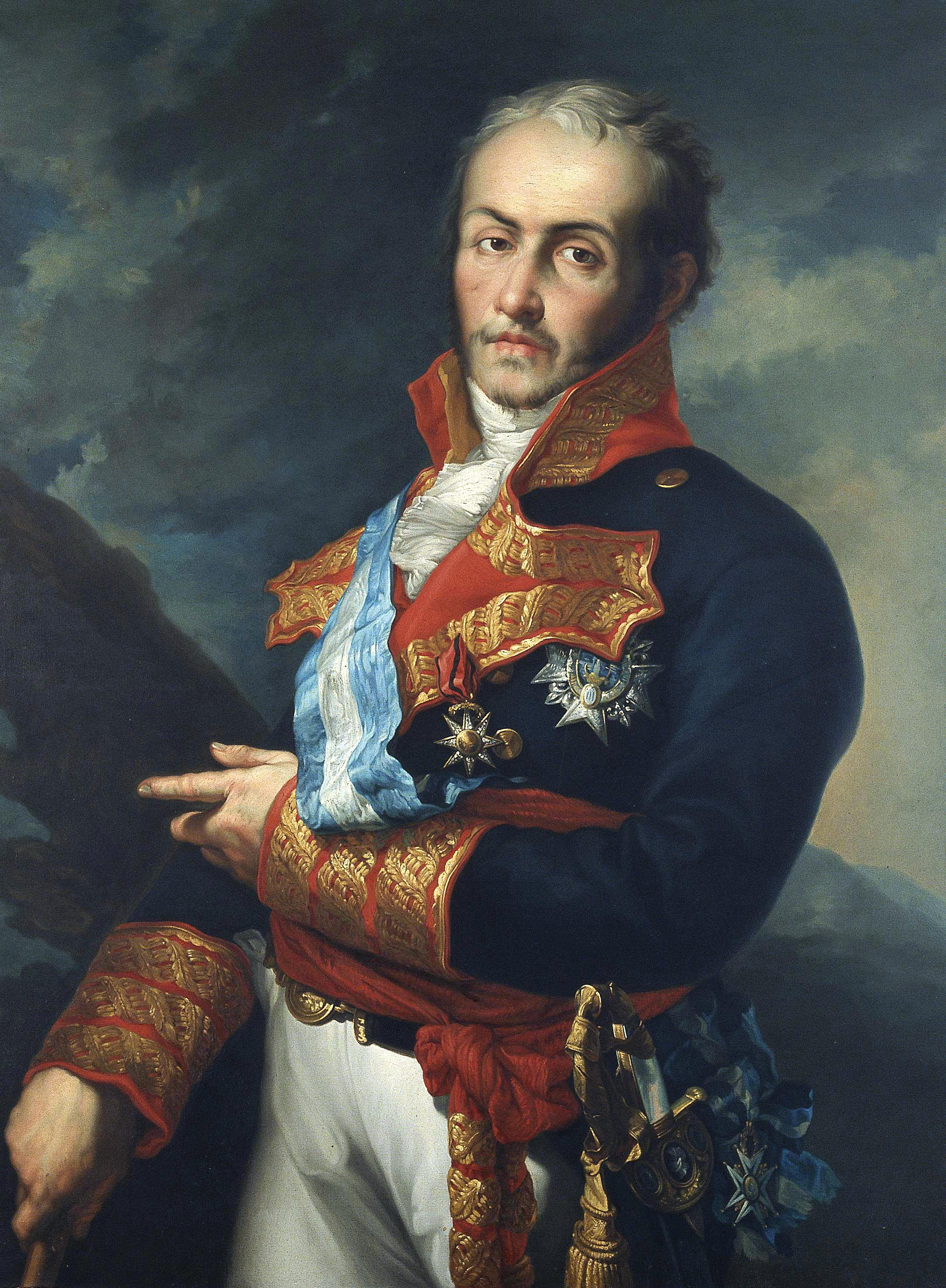
General Pedro Caro y Sureda, Kommandant der französischen Legionen und der spanischen Truppen in den westlichen Pyrenäen

Im März 1793 erklärte Frankreich Spanien den Krieg, was von den vielen Emigranten aus dem Süden und dem Roussillon auf der anderen Seite der Pyrenäen ungeduldig erwartet worden war. General Antonio Ricardos und seine 15.000 Männer, unter ihnen die Legionen der Comtes de Panetier und de Vallespir, drangen von Perpignan aus in das Roussillon ein, dabei jedoch nur halbherzig vorgehend. Nach einigen Siegen und Niederlagen blieb der spanische Angriff stecken.

### Légion des Comte de Panetier
Die „Légion de Panetier“ war ein Bataillon royalistischer Truppen, das 1793 durch Louis-Marie de Panetier, comte de Miglos und Montgreimier, vormals seigneur von Villeneuve (*?; † 1794), Abgeordneter des Adels der Generalstände für Couserans, aufgestellt worden war. Als strikter Gegner der Revolutionäre verließ er 1791 die Nationalversammlung. Er rekrutierte Angehörige des Emigrantenadels ebenso wie verfügbare französische Deserteure sowie einige spanische Unteroffiziere. Die Personalstärke betrug 400 Mann. Sie kämpften neben den spanischen Truppen des Generals Antonio Ricardos während des Krieges zwischen dem Königreich Spanien und dem revolutionären Frankreich in Katalonien. Die meisten Franzosen verließen bald darauf die Legion Vallespir (die zu einem Grenzbataillon wurde), um sich Panetier anzuschließen. Dieser konnte sich mit seiner Truppe bei der Eroberung von Montbolo und Saint-Marsal (Ostpyrenäen) auszeichnen. Die Legion bezog ihr Winterquartier in Port-Vendres. Sie verteidigte Port-Vendres im Mai 1794 und wurde dann über See evakuiert, um zu verhindern, dass die Mitglieder gefangen genommen und guillotiniert würden. Kommandant war Colonel comte de Panetier, dem bei seinem Tod im Januar 1794 der General Santa Clara nachfolgte. Im Juni 1794 bildete sie mit den nach der Belagerung von Toulon verbliebenen Kompanien der Regimenter „Royal-Provence“ und „Royal-Roussillon“ die „Légion de la Reine“. Die Einheit war nun zu Ehren der spanischen Königin benannt und kämpfte in den Reihen der spanischen Armee. Nach der Niederlage bei Zamora am 5. Januar 1796 wurde sie in das „Régiment de Bourbon“ eingegliedert.

### Légion du Vallespir
Die „Légion du Vallespir“ war eine Einheit leichter Infanterie, die 1793 schnell aufgestellt wurde. Zu Beginn bestand sie aus spanischen und französischen Offizieren und Unteroffizieren und spanischen Mannschaften. Der spanische General stellte dazu spanische Soldaten unter das Kommando der französischen Emigranten. Die Legion war 250 Mann stark und operierte im Verband der spanischen Armee. Aber während des chaotischen Jahres, in dem die Revolution in den südlichen Ostpyrenäen in Schach gehalten wurde, kämpften praktisch alle 450 einsatzfähigen Männer aus Saint-Laurent-de-Cerdans und Hunderte anderer aus den Gemeinden des Haut-Vallespir zusammen mit den spanischen Truppen in der „Légion du Vallespir“. Das Bataillon de Saint-Laurent wurde von Abdon de Costa (manchmal Larochejaquelein du Midi genannt) befehligt; die jungen Thomas und Jean de Noëll waren Capitaine und Lieutenant. Die Legion stand unter dem Befehl des Marquis d’Ortaffa, des ehemaligen Herrn des Nachbardorfes Prats-de-Mollo, kämpfte aktiv mit den spanischen Armeen in der Ebene und half im Oktober 1793 mit, die Versuche von General Luc Dagoberts Armee, Arles-sur-Tech zurückzuerobern, zu verhindern. Die zahlreichen Desertionen aus der Légion de Panetier schwächten die Einheit dann so sehr, dass die Reste letztendlich in das „Régiment de Bourbon“ eingegliedert werden mussten.

### Régiment de Royal-Roussillon
Das seit 1657 in der königlichen Armee bestehende Régiment Royal-Roussillon war am 1. Januar 1791 in „54e régiment d’infanterie“ umbenannt worden. Ende 1793 wurde daher durch Général Antonio Ricardos mit Hilfe eines Majors der „Légion des Comtes de Saint-Simon“ in Barcelona ein neues „Régiment Royal-Roussillon“ aufgestellt.
Es bestand aus einigen Emigranten, aber vor allem aus katalanischen Handwerkern aus dem Norden, aber auch aus Deserteuren und Gefangenen (den „Carmagnoles“) oder gar Rechtsbrechern, weil die Rekrutierung im Allgemeinen schwierig war. Die in den Augen der Katalanen verdächtigen Individuen wurden in einer Kaserne in Barcelona untergebracht. Am 29. Juni 1794, einem in Spanien religiösen Feiertag, pflanzten diese 200 „Soldaten“, die nie gegen die Republikaner gekämpft hatten, einen Baum der Freiheit, tanzten den Farandole und guillotinierten ein Bild des Königs von Spanien. Die Katalanen, die das bemerkten, versammelten sich vor der Kaserne und drangen mit den Rufen „Es lebe die Religion! Es lebe unser katholischer König! Tod den Franzosen!“ in diese ein. Was folgte, war ein Massaker, 129 der Pseudo-Soldaten wurden getötet, 40 verwundet. Es folgten fast überall antifranzösische Kundgebungen im Süden Kataloniens. Das „Royal-Roussillon“ wurde daher wieder entlassen und seine zuverlässigsten Angehörigen in die Légion du comte Panetier eingegliedert.

### Katholische und königliche Legion der Pyrenäen (Légion catholique et royale des Pyrénées)
Claude-Anne de Rouvroy de Saint-Simon, Marquis, Deputierter der Bailliage et sénéchaussée d’Angoulême, nahm nach seiner Emigration in der Armee der Prinzen am Feldzug des Jahres 1792 teil. Vom spanischen König Karl IV. wurde er am 16. Mai 1793 zum Mariscal de Campo in seiner Armee ernannt. Er engagierte sich, indem er in Pamplona Emigranten versammelte, die bereit waren zu kämpfen. Er stellte eine Einheit aus 600 Infanteristen und eine Escadron Husaren auf und übernahm das Kommando über diese Einheit. Diese sogenannte „Légion des Pyrénées“ (oder auch „Légion de Saint-Simon“) setzte sich aus Angehörigen des höheren und Landadels und Offizieren, aber auch aus Kriegsgefangenen, Deserteuren, baskischen Emigranten und aus spanischen Unteroffizieren zusammen. Die Einheit nahm an keinen wichtigen Operationen des Jahres 1793 teil. Erst im Dezember des gleichen Jahres zog die spanische Regierung in Erwägung, die Legion mit den englischen und spanischen Truppen zum Entsatz des belagerten Toulon zu senden.
Die Legion kämpfte dann:
am 26. April 1794 bei Saint-Étienne-de-Baïgorry mit hohen Verlusten (17 der in Gefangenschaft Geratenen wurden auf der Guillotine hingerichtet)
am 10. Juli 1794 in den Bergen von Arquinzun mit Personalverlusten von zwischen 30 und 50 %
am 24. Juli 1794 bei Bidassoa, wo sie den spanischen Rückzug deckte und 50 Mann an Gefangenen verlor
im November bei der Belagerung von Pamplona
Die in Gefangenschaft geratenen Emigranten und Deserteure der republikanischen Armee wurden exekutiert. Bei der Verteidigung der Arquinzun-Stellung wurde Saint-Simon von einer Kugel in die Brust getroffen. Seine Legion operierte jetzt im Verband der spanischen Armee und bildete 1795 die Nachhut. Danach wurde die Legion mit dem „Régiment Royal-Roussillon“ zusammengelegt.
1796 wurde Saint-Simon zum Oberbefehlshaber der Armee in Navarra ernannt und erhielt am 20. April 1796 die Stelle des Colonel im „Régiment de Bourbon“, dessen Aufstellung man ihm übertragen hatte. Im folgenden Mai verlieh ihm der König von Spanien den Rang eines Generalkapitäns von Altkastilien.

### Régiment de Bourbon
Das Regiment wurde 1796 durch den Marquis Claude-Anne de Rouvroy de Saint-Simon aus den Resten der „Légion de la Reine“ (ex Légion de Panetier), dem Grenzbataillon und dem größten Teil der „Légion royale des Pyrénées“ aufgestellt. Das Regiment operierte im Verband der spanischen Armee und erhielt 1796 die Bezeichnung Regimiento de Infantería Borbón n° 47 (die Nummerierung wurde 1802 in n° 37 geändert). Es existierte in der spanischen Armee bis 1931, als es in das Regimiento de Cazadores de Alta Montaña Galicia n° 64 eingegliedert wurde. Im Jahre 1814 setzte es sich jedoch noch zum größten Teil aus Ausländern und den Wallonischen Garden zusammen. 1808 betrug die Personalstärke 1600 Mann. Garnison war Ciudad Rodrigo (1797), dann Majorca. Es schlug sich bei der Belagerung von Girona und in der Schlacht bei Las Rozas (1808).
José de San Martín, der spätere südamerikanische Revolutionär, bekämpfte im Regiment die Bonapartisten.

### Englische Armee

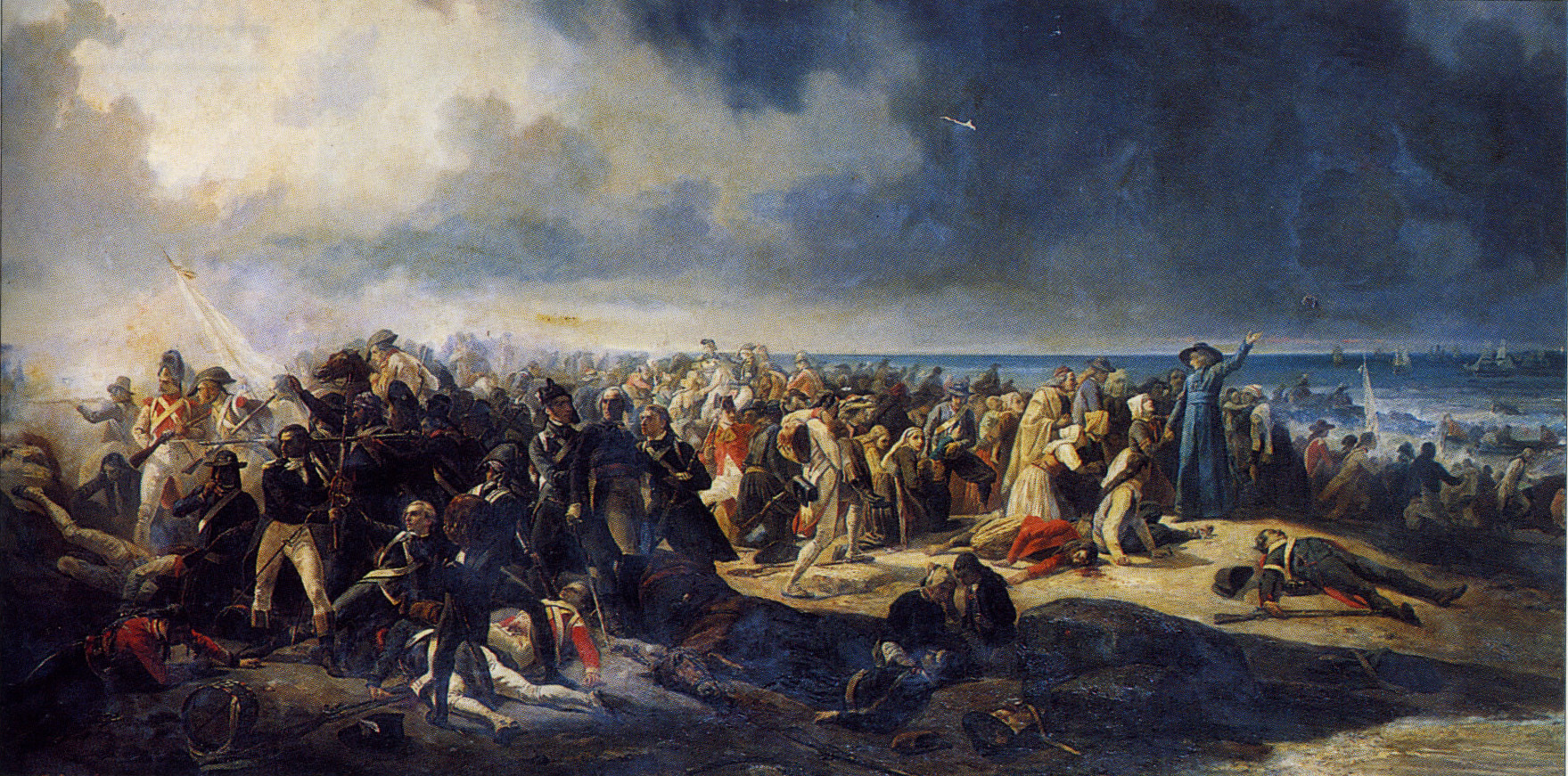
Die Landung der Emigrationsarmee bei Quiberon; Gemälde von Jean Sorieul (1823–1871) aus dem Jahr 1850

- Beteiligte Einheiten bei der Landung in Quiberon

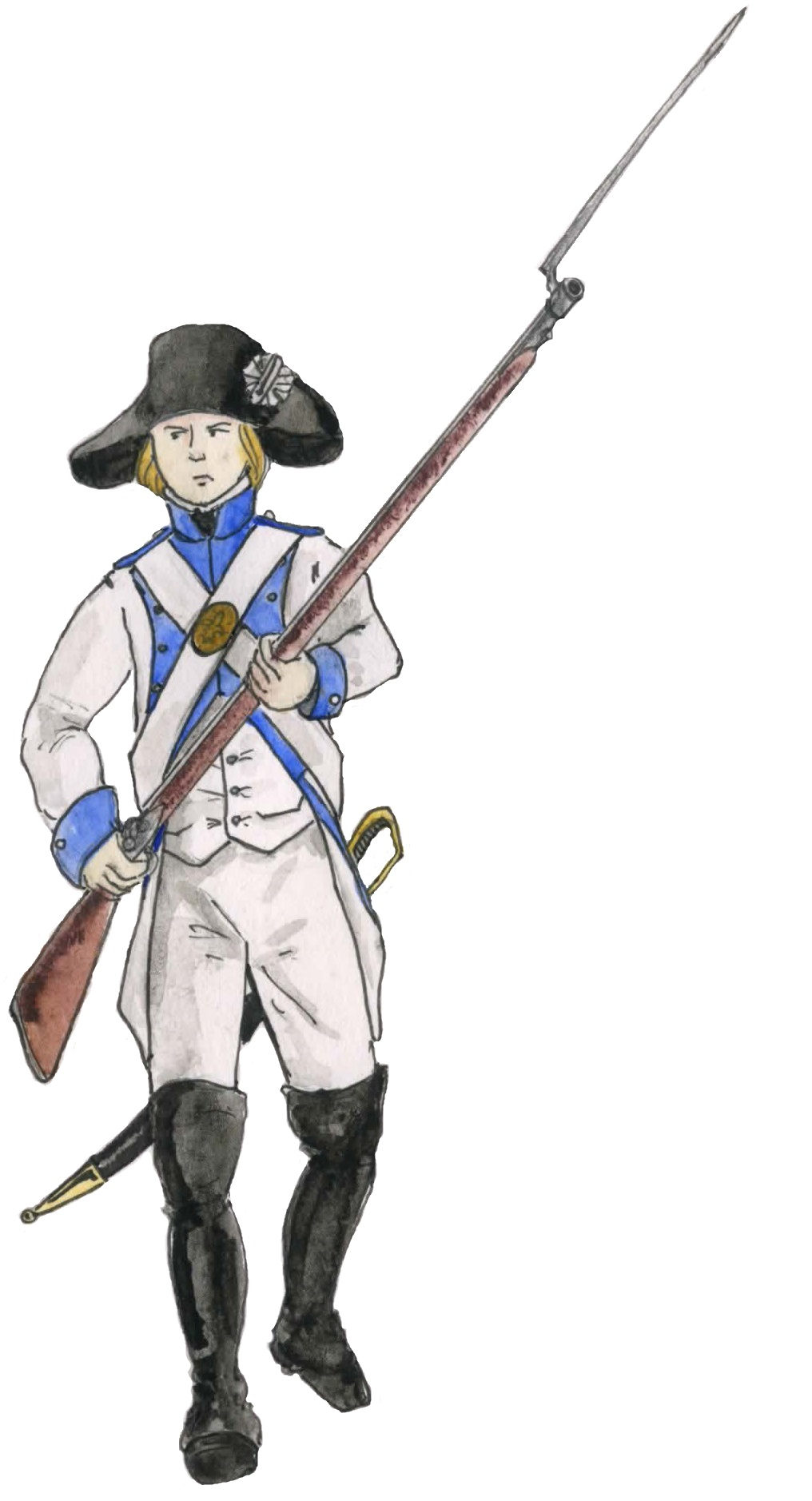
Soldat des Régiment d’Hervilly

die Hussards de Guernsey (1800 in die York Hussars eingegliedert)
die York Hussars
das „Régiment Hector“ (auch „Marine Royale“ genannt)
das „Régiment Loyal-Émigrant“
die „Compagnies d’invalides étrangers“ (hauptsächlich aus den Verwundeten des „Régiment Loyal-Émigrant“ gebildet)
das „Régiment du Dresnay“ (dann Régiment de Léon)
das „Régiment Royal-Louis“ (dann Régiment d’Hervilly)
das „Régiment de Mortemart“
das „Régiment d’Allonville“
die „Hompesch Hussars“
die „Chasseurs de Hompesch“
die „Ulhans britanniques“
das „Régiment de hussards de Bercheny“
die Hussards de Salm-Kirburg
die „Hussards de Waren“ (bildeten eine 60 Mann starke Einheit, die bei der Landung in Quiberon bis auf neun Mann aufgerieben wurde)
die „Hussards de Choiseul“
das „Régiment de Saxe hussards“
die „Hussards de Baschi de Cayla“
die „Hussards de la Légion de Damas“
die „Rohan’s Hussars“
die „Hussards de la Légion de Béon“
die „Compagnie d’artilleurs franco-maltais“
das „Régiment des Chasseurs britanniques“
- Die Korsen und die Truppen der Antillen

die „French-Chasseurs“ (1793–1798)
die „Dragons légérs corses“ (1794–1795)
die „Ingénieurs et artificiers étrangers“ (Korsen)
die drei Bataillone „Royaux anglo-corses“ (1794–1796)
die „Gendarmerie royale anglo-corse“
das „Smith’s Corsica regiment“ (1795–1797)
das „Corps des émigrés de Saint-Domingue“
die „Légion britannique de Saint-Domingue“ (Emigranten und Kreolen)
die „Uhlans britanniques de Saint-Domingue“ (Emigranten und Kreolen)
die „Chasseurs français“ (Farbige)
die „Gendarmes Royaux Anglais“ (Offiziere und farbige Hilfskräfte)

### Régiment d’Allonville (1794–1796) und die Landung in der Vendée

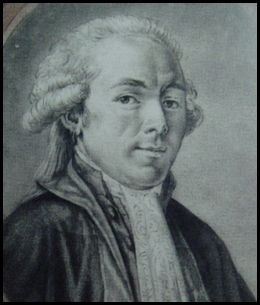
Joseph de Puisaye

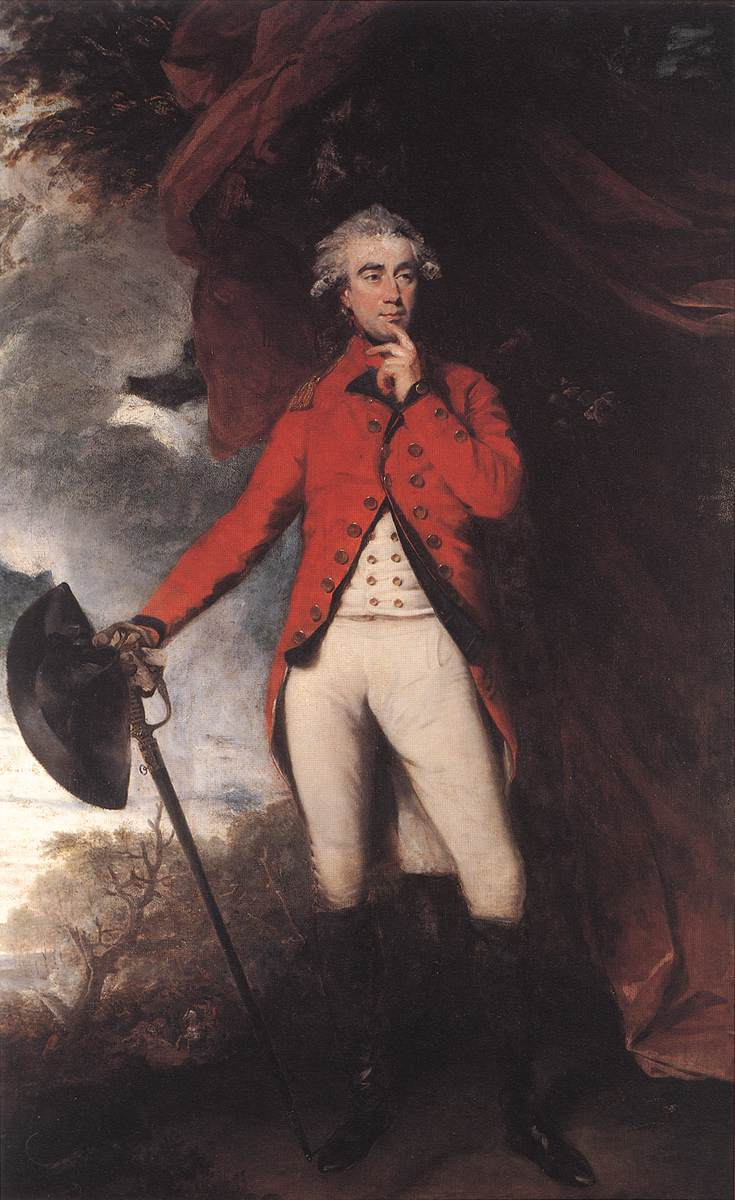
Francis Rawdon-Hastings

Der General Armand Jean d’Allonville wechselte in den Dienst des englischen Königs. Er rekrutierte Emigranten und landete mit 300 Adeligen unter seinem Kommando im Juni 1793 in Bremen. Das spätere „Régiment d’Allonville“ landete in Frankreich, um die Herrschaft der Bourbonen wiederherzustellen. Der Historiker Armand François d’Allonville, sein Sohn, schrieb:

„Nach acht Monaten der aktiven Anstrengungen hatte Joseph de Puisaye erreicht, dass die Expedition ganz aus französischen Regimentern bestehen würde, bezahlt mit englischem Geld. Es sollten vier gekaderte Kompanien aufgestellt werden, die nach der Landung in Frankreich zu Regimentern aufwachsen sollten. Als Kommandanten waren Louis-Antoine de Rohan-Chabot, der Marquis d’Oilliamson, der Vicomte de Chambray und der Comte d’Allonville, mein Vater, bestimmt. Stationiert in Jersey und Guernsey, sollten diese Kaderverbände die Hauptkräfte unterstützen.“

Bestätigt wird dies durch die Histoire générale des émigrés pendant la révolution français von Henri Forneron, hier ist allerdings die Rede von vier Brigaden. Das „Régiment d’Allonville“ setzte sich aus bretonischen Adeligen, 186 Offizieren der königlichen Armee und Anwärtern der Marine zusammen, die Kompanie d’Oilliamson wurde aus den Offizieren und Soldaten des „Régiment d’Allonville“ gebildet, sollte dann aber unter dem Befehl des Comte d’Artois in der Bretagne und der Vendée eingesetzt werden und wurde mit Freiwilligen bzw. Milizionären aus der Vendée und ehemaligen Gefangenen aufgefüllt. Letztere wurden von den Konterrevolutionären als „carmagnoles“ bezeichnet.
Anfang September 1796 verließ Armand Jean d’Allonville Guernesey und begab sich in das Camp Ryde auf der Isle of Wight. Seine Truppe bestand aus 240 Freiwilligen, alles ehemalige Offiziere bzw. Landadelige. In Southampton lagen 60 Schiffe bereit, um die gesamte Expeditionsarmee aufzunehmen und in der Vendée an Land zu setzen.
In den Seestädten und Garnisonen Großbritanniens wurden gewaltige Vorbereitungen getroffen. Um die Bewohner der Vendée auf das Kommende vorzubereiten, wurden sie täglich mit öffentlichen Bekanntmachungen versorgt, in denen der Fortschritt der Expedition dokumentiert und die Generäle und Regimenter, die daran teilnehmen sollten, benannt wurden. Es war Francis Rawdon-Hastings als Oberbefehlshaber, der sagte: „Der Name dieser Soldaten ist eine Garantie der Ehre, des Mutes und der Loyalität.“ Generalmajor Doyle stellte sich an die Spitze der ersten Landungsabteilung; die zweite, die sich ausschließlich aus Emigranten zusammensetzte, bestand aus den Regimentern Mortemart, Castres, Allonville, Rohan und Choiseul sowie den Chasseurs d’York und den „Ulhans britanniques“. Der Comte d’Artois nahm ebenfalls an der Expedition teil. Die Republikaner waren vorbereitet und versammelten alle verfügbaren Land- und Seestreitkräfte an der bedrohten Stelle. Die Flotte, die in großem Maßstab operieren musste, bestand eigentlich aus nur 40 Transportschiffen: bloß 2000 Soldaten, 500 Ulanen und ein 400 bis 500 Mann starker Kader von französischen Emigrantenoffizieren konnten transportiert werden. Die drei ersten Kompanien des „Régiment d’Allonville“ waren Ende 1795 an der kurzen Besetzung der Île d’Yeu beteiligt, kamen aber überhaupt nicht in der Vendée an. An Land standen Tausende Vendéens bereit, um die schwachen republikanischen Kräfte zu verjagen. Aber nur eine Handvoll der Emigranten erschien auf der Bildfläche. Der Comte d’Artois kam zu spät. Republikanische Verstärkungen kamen schnell heran, und die Engländer wollten die Île de Noirmoutier nicht angreifen, die durch 2000 Mann und eine starke Artillerie verteidigt wurde. Francis Rawdon-Hastings wurde zum großen Bedauern der Emigranten von seinem Kommando abberufen. Er war mit General d’Allonville befreundet und hatte immer sehr großes Interesse an den Angelegenheiten der Royalisten gezeigt.

### Zusammen mit den Vendéens und den Chouans

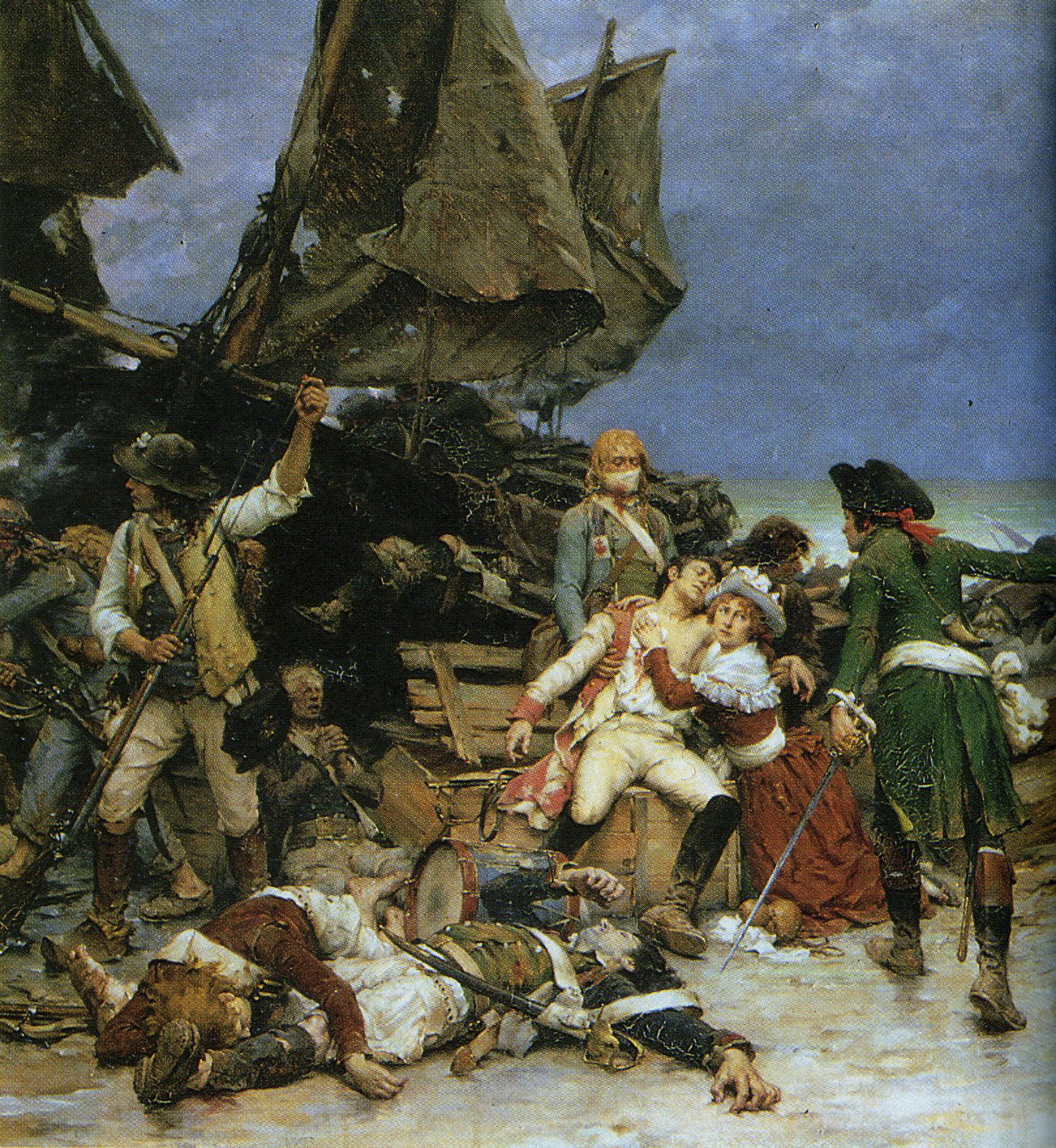
Episode der Flucht aus Quiberon, Gemälde von Pierre Outin, 1889 (Detail)

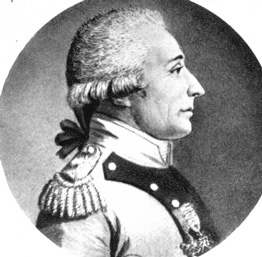
Louis Charles d’Hervilly

Joseph de Puisaye, der Oberbefehlshaber der Chouans der Bretagne, der sich 1795 nach England begeben hatte, war an der Quiberon-Expedition beteiligt. Mehr als 5000 Soldaten der Emigrationsarmee landeten in Carnac, über die Hälfte davon waren jedoch republikanische Überläufer, die mehr oder weniger gewaltsam angeworben worden waren. Obwohl brüderlich vereint, wurde bald Zwietracht gesät, da der Leiter der Emigranten, Louis Charles d’Hervilly, kein Vertrauen in die Chouans hatte und sich weigerte, allein aus Chouans bestehende Truppen Angriffe auf die Republikaner führen zu lassen. Die Expedition endete in einer Katastrophe. Die Regimenter der Emigranten wurden im Gefecht bei Plouharnel und in der Schlacht um Quiberon zerschlagen, mehr als 500 Mann wurden im Kampf getötet, 627 gefangene Emigranten und 121 Chouans wurden erschossen. Die Chouans waren voller Wut auf die Emigranten, denen sie vorwarfen, sie hätten das Scheitern der Expedition verursacht. Der General der Emigranten, Antoine-Henry d’Amphernet de Pontbellanger, wurde von den Chouans verhaftet und zum Tode verurteilt, da er die Armee verlassen habe. Er wurde schließlich von dem neuen General Georges Cadoudal begnadigt und verbannt. Cadoudal lehnte jeden Offizier der Emigranten im Département Morbihan ab, und in einem Brief an Jacques Anne Joseph Le Prestre de Vauban vom 7. September beschrieb er die Emigranten als „Monster, die vor der Ankunft in Quiberon besser vom Meer verschlungen worden wären“.
Puisaye jedoch stützte sich weiterhin auf die Emigranteneinheiten. Nach Meinungsverschiedenheiten mit Cadoudal verließ er den Morbihan und besetzte die Ille-et-Vilaine. Am 5. November schrieb Puisaye an den Prinzenrat in London:

„Der Morbihan, den Georges besetzt hält, wendet sich mehr denn je gegen den Adel und gegen die Emigranten. Sie sagen, dass sie einen Volkskrieg führen und keinen der Restauration. In diesem Korps der Armee sind die Herren nicht von Ansehen, dadurch war Georges in der Lage, alle Kräfte zu konzentrieren und alles Vertrauen zu gewinnen. Wir müssen uns darauf einstellen, dass er von einem Tag zum nächsten fliehen kann. Um die Republik zu verhindern, wird er immer deren unerbittlichster Feind sein, aber er wird auf seine Weise die Revolution, die er hasst, bekämpfen. Der Widerstand gegen unsere Pläne wird immer von jenen Royalisten ausgehen, die Gleichheit unter der weißen Flagge herstellen wollen. Der Adel hat viel Ansehen verloren, im Morbihan lieben sie einen Herrn, der als Freiwilliger kämpft; aber wir wollen nicht, dass der erstbeste Dahergelaufene kommt und das Gesetz macht. Was schleichend in diesem Landstrich geschieht, ist in allen anderen Teilen der Bretagne bereits heimlich spürbar.“

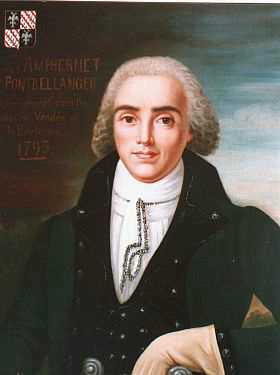
Antoine-Henry d’Amphernet de Pontbellanger

Joseph de Puisaye vereinigte im Auftrag von Aimé Picquet du Boisguy im Osten der Ille-et-Vilaine die Divisionen von Fougères und Vitré. Immer noch entschlossen, sich auf den Adel zu verlassen, schuf er die Kompanie „Chevaliers catholiques“, die aus sechzig Emigranten bestand, alles Offiziere. Diese erhielten in den chouanischen Divisionen mehrere Kommandos, was den bestehenden Führern missfiel. Im März 1796 versuchte einer der Chouan-Offiziere mit dem Spitznamen „La Poule“, einen Aufstand gegen die Emigranten zu provozieren. Er wurde jedoch schnell auf Puisayes Befehl verhaftet, verurteilt und dann erschossen.
Im August 1795 versuchte der Comte d’Artois, die Armee der Vendéens mit einer Armee aus Emigranten und Briten zu vereinigen. Die „Expedition Île d’Yeu“ war ein Misserfolg, aber mehrere Emigranten landeten in der Vendée, um sich der Armee von General François Athanase Charette anzuschließen. Sie wurden von den Vendéens jedoch unfreundlich empfangen, denn die Ankündigung, dass eine Gruppe von Emigrantenoffizieren gebildet worden sei, um die Bauern zu kommandieren, verärgerte deren Kommandanten. Das „stolze und verächtliche“ Verhalten der meisten Emigranten zog die Feindseligkeit der Vendée-Kämpfer nach sich. Der Vendée-Offizier Pierre-Suzanne Lucas de La Championnière schrieb, dass „man sich gehasst habe, als ob man nicht von der gleichen Partei gewesen sei“.

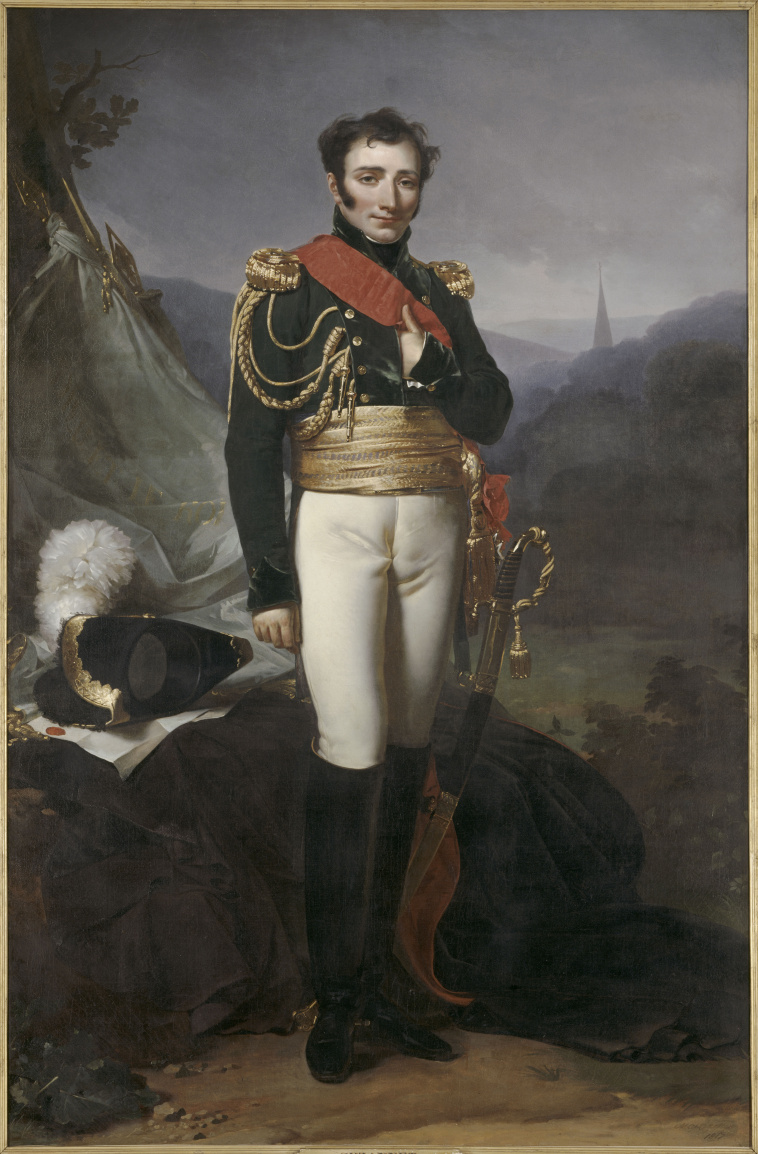
Pierre Constant de Suzannet

„Emigranten, die aus Quiberon entkommen oder an anderen Küsten gelandet sind, kamen nach Belleville, um sich uns anzuschließen. Wir konnten keine Sympathie füreinander empfinden; durch eine Ungeschicklichkeit war zuvor in einer Proklamation bekannt gegeben worden, dass Offiziere kommen würden, um unsere Regimenter zu befehlen. Diese Nachricht, die für uns nicht schmeichelhaft war, erschien uns lächerlich. Unsere Führer, die seit zwei Jahren kommandierten, waren nicht bereit, ihre Plätze zu verlassen und am wenigsten an bevorzugte Ausländer zu übergeben. Lasst sie machen, was wir gemacht haben, sagten wir, dass sie genauso lange arbeiten, dass sie sich dem Kampf und der Müdigkeit gewachsen zeigen, dann werden die Tapfersten von ihnen oder von uns die Stellung haben, oder dass sie ihre eigenen Korps bilden und separat marschieren. Darüber hinaus machten sie im Gefecht bei Quiberon uns gegenüber einen schlechten Eindruck, vor allem nach einem Kampf der Division Vieillevigne gegen eine Abteilung Republikaner, die einen Konvoi zurück nach Montaigu (Vendée) eskortierten. Sie wurden geschlagen, und unsere Soldaten kamen mit schönen englischen Waffen zurück, die den Emigranten abgenommen worden waren.
Bei der Ankunft der Herren, ohne Rücksicht auf diejenigen zu nehmen, die den Weg in zwei Jahren vorbereitet hatten, erschienen die meisten stolz und verächtlich. Anstatt sich den Vendée-Offizieren zu nähern und ihnen etwas Bewunderung, Dankbarkeit und Höflichkeit entgegenzubringen, bildeten sie eine eigene Gruppe und hielten sich abseits. Sie entsprachen in vielerlei Hinsicht dem, was die Republikaner dazu brachte, den Hass und die Verachtung des Adels zu predigen.“

„Ein Ausländer, der zu uns kam, um einige Auszeichnungen zu erhalten, hatte bei der ersten Gelegenheit unter den Augen der Furchtlosesten der Armee einen großen Mut zu beweisen. Ohne diese Qual, von welcher Qualität auch immer, hätten wir uns niemals die Ehrfurcht oder den Respekt des Soldaten verdient. Die wirklichen Soldaten wurden bald bekannt, leider wurden sie fast alle in den ersten Kämpfen getötet. Ein Herr de la Jaille, der diese trotz der Härte überlebte, gefiel den Bauern, weil er, obwohl alt, zu Fuß ging und sich voll und ganz einsetzte. Ein anderer Offizier, La Porte genannt, empfand Respekt nur für jene, die sich freiwillig gemeldet hatten. Mitten in der Nacht stand er auf, um sein Pferd zu satteln und an die Tür einer Scheune zu klopfen, wo Soldaten schliefen. Als er gefragt wurde, wer er sei, sagte er: ‚Öffnet – ich bin der Chevalier de La Porte, Chevalier de Saint-Louis.‘ – ‚Nun‘, sagte jemand, ‚wenn du der Chevalier de La Porte bist, dann bewach die Porte.‘ Wütend über eine solche Antwort, rüttelte er an der Tür, bis sie aufging, aber der erste, der ihm in die Hand fiel, schlug kräftig zu. Er brauchte dann eine gewisse Zeit, um im Hauptquartier nach einem Licht zu suchen, und als er rachsüchtig zurückkam, war die Scheune leer.
Die Divisionen, die als die Ersten ins Feuer gingen, hatten auch den Vorteil, am besten behandelt zu werden, weil sie in dem Dorf, in dem sie Halt machten, sich der besten Quartiere und allem bemächtigten, was zur Bequemlichkeit von Nutzen war; auch auf den Märschen kümmerte man sich, dass niemand nach vorne kam, der nicht aus Recht oder Gewohnheit da zu sein hatte. Verständlich, dass jemand beim Näherkommen des Zubettgehens versuchen wollte, in die ersten Reihen zu kommen, um auf Brokat zu liegen. Dieser Zustand war für die Emigranten hundertmal schlimmer.
Aber was überraschend war, dass Charette sie nicht zu mögen schien, und er verweigerte keinem die Erlaubnis zur Demission, wovon viele Gebrauch machten.
Pierre Constant de Suzannet wohnte seit seiner Ankunft in einem Schloss, von dem es hieß, dass es dort gutes Essen gebe, während uns öfters das Brot fehlte. Charette stellte eine Kompanie Freiwilliger zusammen mit der Erlaubnis, alles mitzunehmen, was erfolgreich ausgeführt wurde. Es war nicht seine Vorliebe für seine früheren Offiziere, dass er das tat, denn er behandelte sie hart und zeigte wenig Vertrauen in sie; seit dem Tod von Louis Guérin kannten wir ihn nicht mehr als Freund.“

Mehrere Emigranten schlossen sich auch der Armee von Jean-Nicolas Stofflet an, der nicht an Kampfhandlungen beteiligt war. Im Dezember 1794 schrieb ein Offizier Charles einen Brief an seinen Oberkommandierenden; in dem er sich um den wachsenden Einfluss von Emigranten zu Lasten ehemaliger Offiziere sorgte.
Eine kleine Armee von 748 gefangenen Emigranten wurde 1795 von Hoche auf der Halbinsel von Quiberon verurteilt. Sie wurden alle erschossen.

### Preußen
Im August 1791 traf der preußische König Friedrich Wilhelm II. in Pillnitz mit Kaiser Leopold II. zusammen. Hier beschlossen sie, Louis XVI zu stützen und in Frankreich die Monarchie wiederherzustellen. Friedrich Wilhelm nahm selbst an den Feldzügen von 1792 und 1793 teil. Jedoch wurde er durch Geldmangel behindert, auch waren seine Berater mehr an Polen interessiert, das bessere Beute-Aussichten als ein Kreuzzug gegen das revolutionäre Frankreich bot.
Zwischen 1789 und 1806 wurden in den preußischen Staaten mehr als 5500 Emigranten registriert. Die Klassensolidarität des Königs gegenüber den Emigranten sollte die preußische Innenpolitik nachhaltig beeinflussen. Preußenkönige zeigten mehr Solidarität mit Emigranten als mit den eigenen hohen Beamten. Dennoch kam für diese der Staat an erster Stelle und hinderte sie daran, zu viele Emigranten in Preußen aufzunehmen. Die Bedeutung der Staatsgewalt zeigte sich deutlich bei der Einwanderung von Emigranten in die preußische Armee, die ein grundlegendes Instrument zur Integration der preußischen Monarchie darstellte. Der König erlaubte die Eingliederung der Emigranten in diese Elite nur, weil sie für ihn wegen ihrer hohen militärischen Kampftauglichkeit nützlich waren oder manchmal auch jung genug, um sich den preußischen Patriotismus zu eigen zu machen.
Neben dem Kriegsminister Julius von Verdy du Vernois hatten auch eine Anzahl preußischer Generäle und hoher Offiziere, die zum Ende ihrer Laufbahn den Rang eines Generals erreicht haben, französische Wurzeln: Martin Chales de Beaulieu, Eduard Neven Du Mont, Gerhard von Pelet-Narbonne Viktor von Lavergne Peguilhen, Ritter von Longchamps-Bérier (einer der Gründer des Militärreitinstituts in Hannover), Emil von Le Bret-Nucourt, Amand von Ruville und mehrere Generäle aus der Familie Digeon de Monteton, Anton Wilhelm und Anton Wilhelm Karl von L’Estocq, Etienne Perrinet von Thauvenay, Lorne de Saint-Ange, acht Generäle namens La Chevallerie, Coudres und Beaulieu-Marconnay. Einige dieser Deutschen sind jedoch Nachkommen von Hugenotten, etwa der hannoversche General Carl von Beaulieu-Marconnay.

### Russland

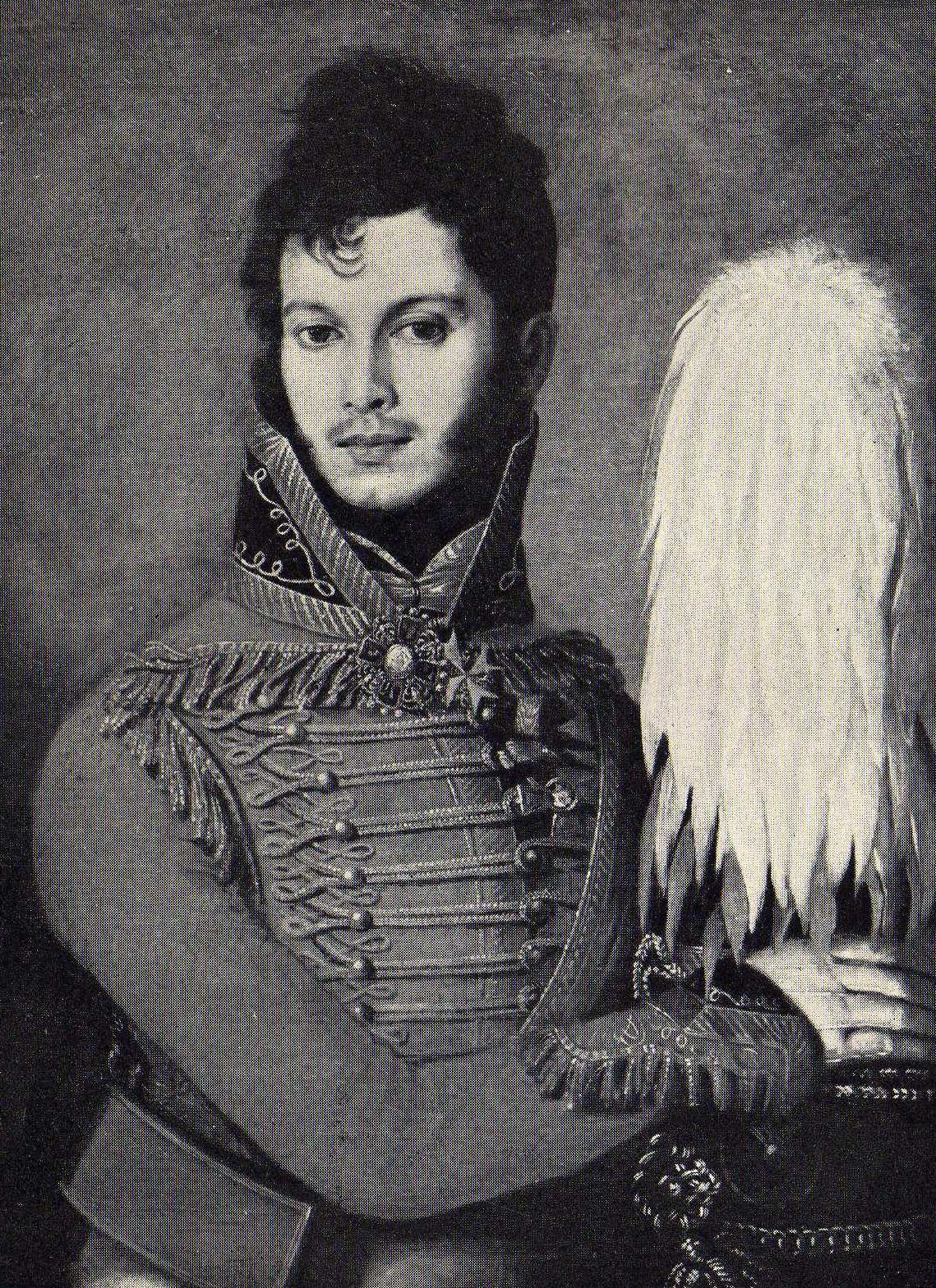
Der Comte Louis Victor Léon de Rochechouart, Neffe von Colonel-duc de Mortemart, kämpfte mit seinem Regiment in der russischen Armee

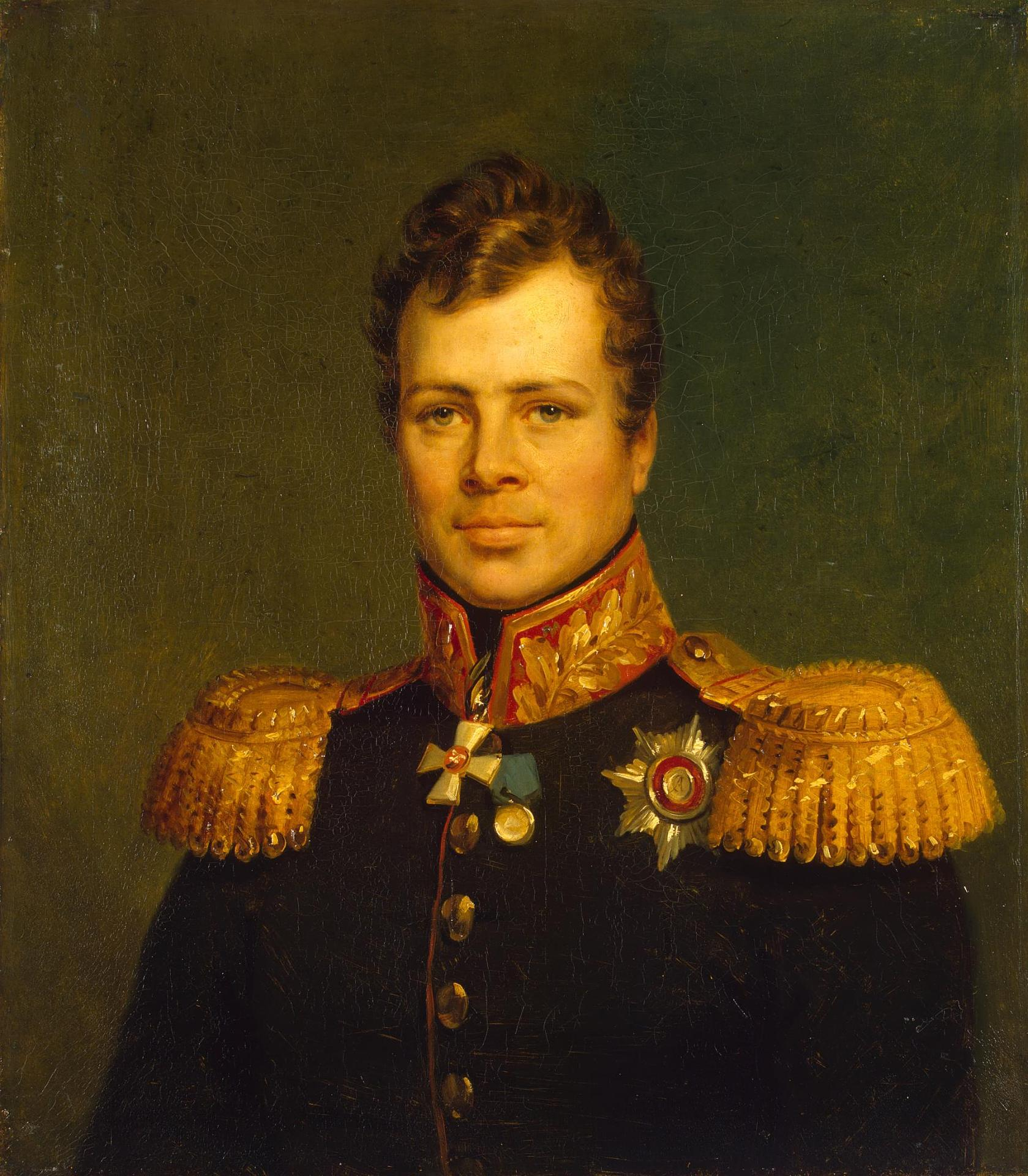
Ange Hyacinthe Maxence de Damas, General im Dienste des Zars, französischer Minister

Am russischen Hof kam den französischen Emigranten echte Sympathie entgegen. Als Katharina, die Kaiserin von Russland, hörte, dass Louis V. Joseph de Bourbon-Condé die 100.000 Kronen, die ihm vom deutschen Kaiser versprochen worden waren, nicht erhielt, schickte sie diese sofort dem Prinzen und teilte ihm mit: „Solange Sie das Geld gut gebrauchen, werde ich Ihnen helfen.“ Die Kaiserin befahl ihren Botschaftern im Februar 1793, die Adeligen und andere Emigranten irgendwelcher Art nach der Auflösung der Armee der Prinzen bei allen Mächten finanziell auszulösen.
Im Januar 1793 ließ sie durch Armand-Emmanuel du Plessis von Richelieu an Louis V. Joseph de Bourbon-Condé übermitteln, dass sie die Sache der Emigranten stark unterstütze und ihnen „für den Fall, dass sich diese Französische Republik konsolidieren sollte, eine Niederlassung am Asowschen Meer auf dem 46. Breitengrad anbieten würde“. Die Kolonie hätte aus sechstausend Adligen bestanden, zu deren Verfügung eine Summe von sechstausend Dukaten bereitgestellt worden wäre, damit sie leben konnten. Jeder von ihnen hätte zwei Pferde und zwei Kühe gehabt. Sie hätten ihre Kultur behalten, ihren eigenen Gesetzen gehorcht und als Oberhaupt Louis V. Joseph de Bourbon, prince de Condé, anerkannt. Das Land, das ihnen gegeben würde, war früher ein Teil des Königreichs Pontos von Mithridates VI. gewesen.
Französische Emigranten strömten nach Russland. Sie waren in der Regel Soldaten und sehr feindselig gegenüber dem revolutionären Frankreich eingestellt. Thomas Jean Marie du Couëdic, Neffe von Charles Louis du Couëdic, emigrierte 1791 und diente in der russischen Marine als Kapitän.
Bei seinem Beitritt zur antifranzösischen Koalition beeilte sich Zar Paul I., den französischen Emigranten das größte Interesse zu schenken. Er gab einigen von ihnen Ränge in seiner Armee. Konterrevolutionäre Komitees wurden gebildet, um Unzufriedene, die in Frankreich geblieben waren, in der Hoffnung zu unterstützen, die Stärkung der Institutionen der Republik zu verzögern.
Die französische Regierung forderte dann den Zaren auf, den außergewöhnlichen Schutz, den er den Emigranten gewährt hatte, aufzuheben. Es kam auch vor, dass Emigranten in russischen Diensten ihre Uniform benutzen wollten, um als Ausländer in Frankreich unbehelligt zu bleiben. Dies hätte zwischen den beiden Regierungen immer zu diplomatischen Verwicklungen führen können. Paul I. stimmte dann zu, dass gegenüber Frankreich sorgfältig gewählte Begriffe benutzt werden sollten, die von Frankreich nicht beanstandet werden konnten. Man vermied den Gebrauch des Wortes Emigranten und jeden anderen Ausdruck, der sie in gewisser Weise zu direkt bezeichnet hätte.
Weiterhin verlangte die französische Regierung, dass jeder Emigrant, der sich in Russland niedergelassen hatte und der sich erlaubte, eine Korrespondenz mit den „inneren Feinden“ aufrechtzuerhalten, aus den Ländern verwiesen werde, die unter russischer Herrschaft standen. Zudem wurde angekündigt, dass sich die Regierung der Republik das Recht nehme, Emigranten, die im Dienste Russlands in russischer Uniform oder mit einem Regierungsauftrag nach Frankreich kämen – wie es vorgekommen war –, auszuweisen, ohne dass sie diplomatischen Schutz beanspruchen könnten.

### Schicksal der Familien der Mitglieder in der Armee der Emigranten

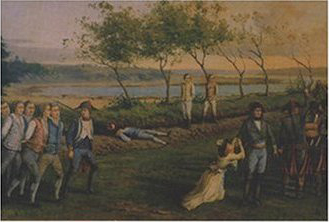
Die Erschießungen in Vannes, Gemälde von R. de Coueson, 1895

Eine große Zahl von Eltern der Emigranten wurde niedergemacht, guillotiniert, hingerichtet, auf andere Art getötet oder starb wegen der Haftbedingungen in den revolutionären Gefängnissen. Viele ihrer Angehörigen entkamen in dieser Zeit, indem sie sich in kleinen Dörfern des Périgord oder anderen Provinzen versteckten, wo man nicht viel von revolutionären Aufständen wissen wollte.
Nach der Zeit der Terrorherrschaft und dem Gesetz vom 17. September 1793 wurde den Frauen von Emigrierten nicht mehr unmittelbar nach dem Leben getrachtet, sie wurden jedoch stark drangsaliert:
- durch das Verbot des Wohnortwechsels
- durch tägliche Kontrolle
- durch Zahlung von Steuern, die willkürlich festgesetzt wurden
- durch Demütigungen durch die revolutionären Behörden oder die sogenannten Patrioten
- durch den Raub des Eigentums und der Gewinne aus z. B. dem Handel oder der Landwirtschaft usw.

Da der Besitz der Emigrantenfamilien als nationales Eigentum verkauft wurde, waren die Frauen der Emigranten auf eine überaus dürftige Pension angewiesen, die in keinem Verhältnis zu ihrem früheren Einkommen stand. Die Frauen wurden manchmal gezwungen, sich scheiden zu lassen. Schriftverkehr mit den Ehemännern war unter Strafe gestellt.

## Einige prominente Angehörige der Armee
- Jean-Baptiste Symon de Solémy

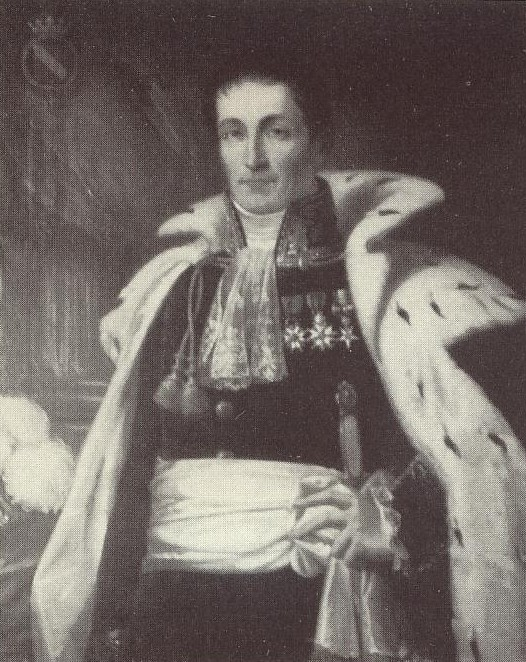
Louis-Marie-François de La Forest Divonne, pair de France

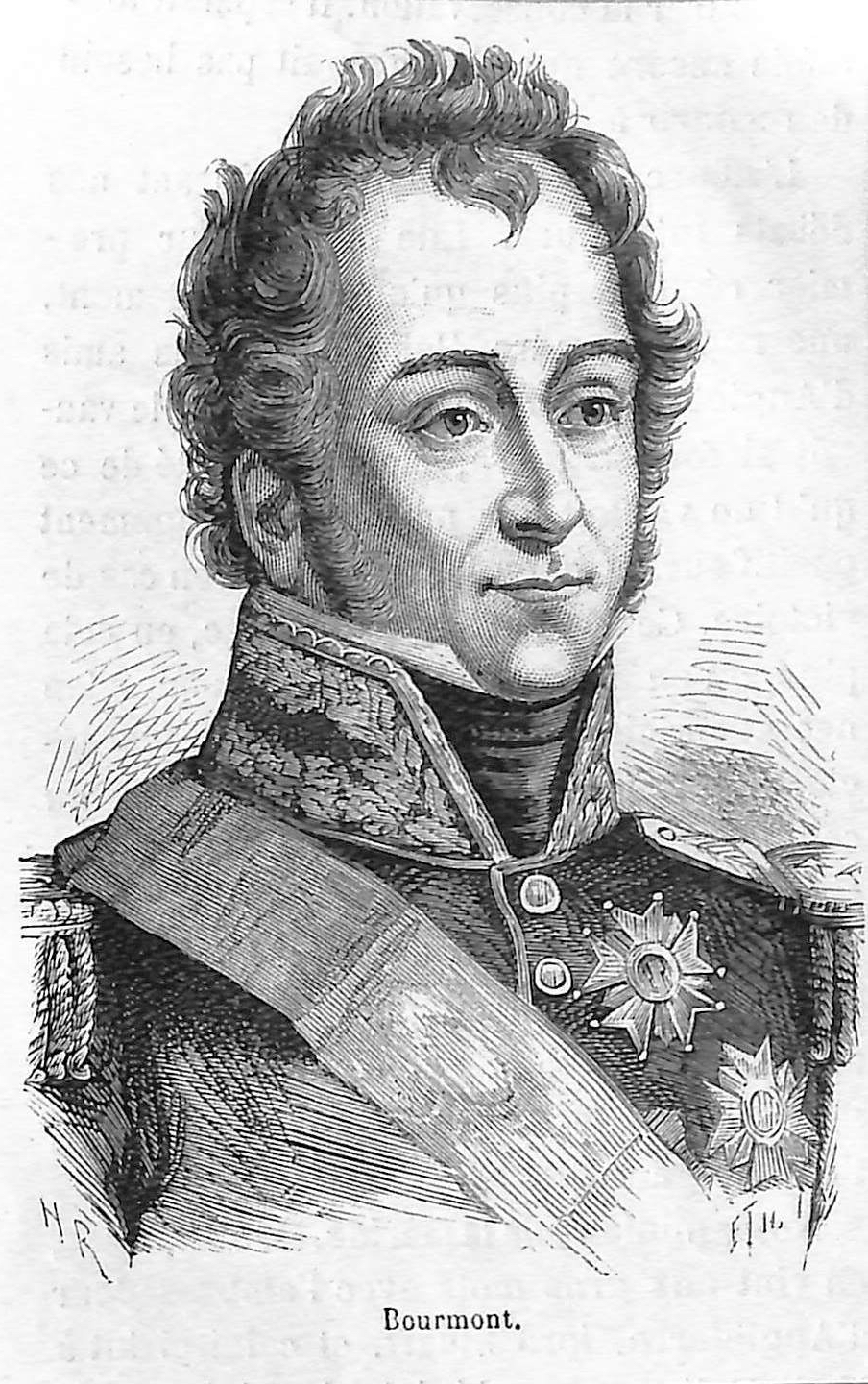
Louis Auguste Victor de Ghaisne de Bourmont

- François-Henri de Franquetot de Coigny
- Louis-Marie-François de La Forest Divonne – Major général in der Armée de Condé, Maréchal de camp
- Charles-Julien Lioult de Chênedollé – Poet
- Louis-Antoine de Bourbon, duc d’Angoulême
- Pierre Marie Alexis du Plessis d’Argentré – Militär und Politiker
- Antoine Xavier Natal – Maréchal de camp
- Louis-Auguste-Victor de Ghaisnes de Bourmont
- René Charles Guilbert de Pixérécourt
- Antoine Le Picard de Phélippeaux – Colonel der Artillerie
- Anne-Alexandre-Marie de Montmorency-Laval – Lieutenant-général des armées du roi
- Louis-François Carlet de La Rozière – Militär und Geheimagent
- Charles-César de Damas d’Antigny – General und Politiker
- Roger de Damas d’Antigny
- Bernard de Corbehem – Kriegsfreiwilliger
- Louis Pierre de Chastenet de Puységur – Kriegsminister in den Jahren 1787–1789
- Antoine Charles Augustin d’Allonville – Maréchal de camp (beim Tuileriensturm am 10. August 1792 gefallen)
- Armand Jean d’Allonville – General der Kavallerie
- Armand François d’Allonville – Maréchal de camp und Wissenschaftler
- Alexandre Louis d’Allonville – Maréchal de camp und Politiker
- Cerice de Vogüé – Maréchal de camp und Deputierter der Generalstände
- Joseph-Louis-Claude de Cadoine de Gabriac – Colonel
- Victor François de Montchenu – Maréchal de camp
- Louis François Marie Bellin de La Liborlière – Schriftsteller
- Esprit Charles Clair de La Bourdonnaye – Maréchal de camp
- Hippolyte-Marie-Guillaume de Rosnyvinen de Piré
- Claude-Louis de Lesquen – Bischof von Rennes
- Louis Dubois-Descours, marquis de la Maisonfort – General und Schriftsteller
- Damien Orphée Le Grand de Boislandry – Lieutenant du roi
- Adrien de Rougé – Politiker, Pair de France
- Philippe François Maurice d’Albignac
- Cyrille Jean Joseph Lavolvène, genannt Chevalier de la Volvène – Adjudant-général (gefallen am 23. Januar 1800 bei Meslay-du-Maine)
- Joseph-Paul-Marie Raison du Cleuziou
- Joseph de Banyuls, comte de Montferré – Maréchal de camp
- Auguste François Bucher de Chauvigné – Colonel
- Franz Xaver von Sachsen
- André Boniface Louis Riquetti de Mirabeau
- Pierre-Étienne Dumesnil Dupineau – vormals Offizier der Garde du corps du roi von Louis XVI
- Henri-René Bernard de la Frégeolière – Maréchal de camp
- Bernard-Armand-Jean de Bernard du Port – Major und Milizenführer
- Louis-Anselme-François Pasqueraye du Rouzay – Schriftsteller
- François-Nicolas de la Noüe – Colonel und Milizenführer
- Louis Marie de Sainte-Marie – Politiker
- Jean de Sapinaud de Boishuguet – Schriftsteller
- Claude-Antoine-Gabriel de Choiseul – Colonel, Pair de France
- François-Frédéric de Béon – Colonel